# علویان طبرستان
علویان طبرستان یا سفیدجامگان زیدی علوی سلسله‌ای از سادات زیدی بودند که دولت آنان در طبرستان، نخستین دولت شیعی در ایران بود که در شرق اسلامی به دور از تأیید خلفای عباسی، تشکیل شد. این تهدیدی جدی برای خلافت عباسی بود و آنها به هر قیمت در صدد نابودی آن بودند. این علوی‌ها پیرو مذهب زیدیه بودند و با قیام داعی کبیر، توانستند قدرت سیاسی جدیدی ایجاد کنند. داعی کبیر توانست با فتح قسمت‌های بسیاری از شمال ایران، حکومت خود را استقرار دهد؛ ولی پس از مرگ او، اختلاف میان برادر و دامادش موجب ضعف علویان شد و سامانیان به این حکومت حمله کردند. چندی والیان سامانی در طبرستان قدرت را در دست داشتند تا این که ناصر کبیر توانست با مسلمان کردن گروهی از اهالی دیلمان، ارتشی فراهم کند و حکومت علویان را دگرباره مستقر گرداند. با این حال اندک‌اندک، حکومت علویان در طبرستان دچار اختلافات داخلی شد و فروپاشید. اسفار بن شیرویه، مرداویج زیاری، ماکان کاکی و آل بویه، از فرماندهان نظامی سپاهیان علوی بودند که پس از مدتی استقلال اعلان کردند و قدرت یافتند.

## پیش‌زمینهٔ تاریخی

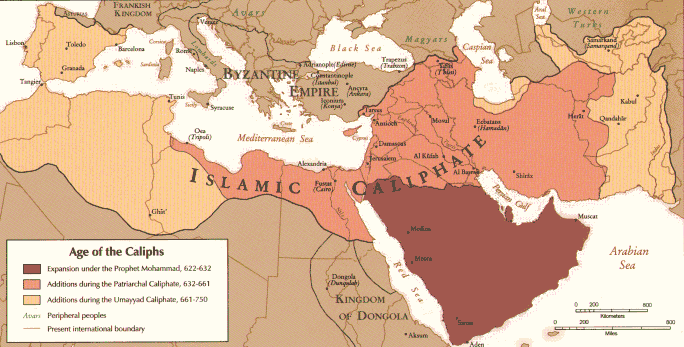
طبرستان واپسین سرزمین ایرانی بود که اسلام فتح کرد.

از آغاز ورود عرب‌های مسلمان به ایران، مردمان در مناطق مختلف به دین اسلام گرویدند؛ اما مردمان طبرستان تا سال ۹۸ ه‍.ق در برابر تغییر دین خویش، از آیین زرتشت (مَزدَیَسنا) به اسلام، ایستادگی کردند و سرانجام با کشتار وسیع یزید بن مهلب رویارو شدند و منطقهٔ طبرستان به سیطرهٔ عرب‌ها درآمد. به گزارش جعفریان در اواخر خلافت عثمان، مسلمانان به مناطق شمالی ایران، از جنوب و سمت غربی در ناحیهٔ گرگان تاختند. از آن پس تا سدهٔ دوم، مردمان مازندران با شرط پرداخت جزیهٔ مسلمانان موافقت کردند؛ اما در منطقهٔ گیلان و دیلم، تا مدت‌ها در این خصوص ایستادگی شد. سرانجام، این مناطق با پذیرش اسلام زیدی به تسلیم مسلمانان درآمدند. حاکمان و مردمان این نواحی تا روی کار آمدن علویان، از سرسخت‌ترین دشمنان مسلمانان بودند. آنان بارها به مناطق جنوبی خود، به‌ویژه قزوین، می‌تاختند. این دشمنی‌ها سبب شد تا شیعیان و خوارج از مخالفان خلافت عباسی، به دنبال مقرّی برای خویش در این منطقه باشند. سادات علوی نیز در برابر فشار منصور و پس از او هادی، مهدی و رشید، به این نواحی کوچیدند. اهالی طبرستان با وجود حاکمانی مسلمان، اما به جهت رفتار خشن و ضعف مدیریتی آنان، از پذیرش اسلام سرباز زدند. میرتبار یکی از دلایل گرایش مردم طبرستان به سادات علوی را، الفت و مهربانی آنان با مردمان دانسته‌است.

### شرایط سیاسی حاکم بر منطقه
رویکرد عباسیان اغلب به علویان قهرآمیز بود و آزار آنان در عهد خلافت متوکل عباسی به اوج خود رسید. به دستور عبدالله بن یحیی بن خاقان، وزیر متوکل، در این هنگام حرم امام حسین در کربلا را به آب بسته شد و به کشتزار تبدیل گردید و وی شماری را گماشت تا زائران را به قتل رسانند. به واسطهٔ سیاست‌های اداری، مالی و نظامی متوکل از جمله ولخرجی فراوان، بی‌ثباتی مقام‌های اداری و تغییر پایتخت از بغداد به سامرا و نیز چرخش مذهبی وی به سمت حنبلیان، خلافت تضعیف شده بود و با جان باختن وی در ۲۴۷ ه‍جری (۸۶۱ میلادی) به دست غلامان ترک، زمینهٔ زوال قدرت عباسیان فراهم شد. پس از مرگ، متوکل رویکرد منتصر به علوی‌ها تغییر کرد و او خود را «شیعه» نامید. اما خلافت پایدار نبود؛ با درگرفتن جنگ داخلی در بغداد و سامرا طی یک دهه پس از مرگ متوکل که به کشته شدن چهار خلیفه انجامید، خلافت عباسی درعمل تکه‌تکه شد و دودمان‌های به‌نسبت مستقلی توسط قدرت‌های نظامی محلی با عنوان «امیر» در جای‌جای سرزمین‌های اسلامی برآمدند. این دودمان‌های نوبنیاد مانند صفاریان، برخلاف امیران پیشین همچون طاهریان، در پی خودمختاری و مرکزگریزی بودند. محمد بن طاهر، واپسین فرمانروای حکومت نیمه‌مستقل طاهری از ۲۴۸–۲۵۹ ه‍.ق (۸۶۲–۸۷۲ م) بر خراسان حکم می‌راند، اما اندک‌اندک چیرگی بر دیگر مناطق ایران از جمله طبرستان را از دست داد. او در ۲۵۹ ه‍.ق به دست یعقوب لیث صفاری دستگیر و زندانی شد و با از میان رفتن او، حکومت طاهریان نیز پایان یافت. از سوی دیگر، یعقوب لیث حکومت صفاریان را پی افکند و بخش‌های بزرگی از ایران شامل سیستان، خراسان، کرمان، فارس و خوزستان را تسخیر کرد، اما موفق نشد بر طبرستان چیره شود.
شرایط سیاسی و مذهبی در زمان خلافت معتمد عباسی (۲۵۶–۲۷۹ ه‍.ق /۸۷۶–۸۹۲ م) نیز بسیار پرچالش بود. این دوران به جهت سیاسی مصادف بود با عصر ضعف خلافت عباسیان؛ بدین صورت آنان از اعمال مؤثر حاکمیت خود جز در بخش محدودی از سرزمین عراق ناتوان بودند. در این دوره، کسان گوناگون در جای‌جای قلمرو عباسیان شوریده بودند و سرزمین مسلمانان دچار تجزیهٔ سیاسی شده‌بود. معتمد عباسی، حسن عسکری، امام یازدهم امامیه را که رقیبی بالقوه برای خلافت به‌شمار می‌رفت، در سامرا زیر نظارت و مراقبت قرار داده و او را حتی از ملاقات با پیروانش نیز بازداشته بود. از سوی دیگر، معتمد عباسی، خود، زیر سلطهٔ برادرش موفق بالله بود که فرماندهی سپاه را در اختیار داشت و دیوان را زیر تسلط داشت، به‌طوری‌که از ۸۸۲ م درعمل خلیفه تحت اسارت خانگی قرار داشت و قدرتی نداشت.

## مهاجرت علویان به طبرستان و خیزش‌ها

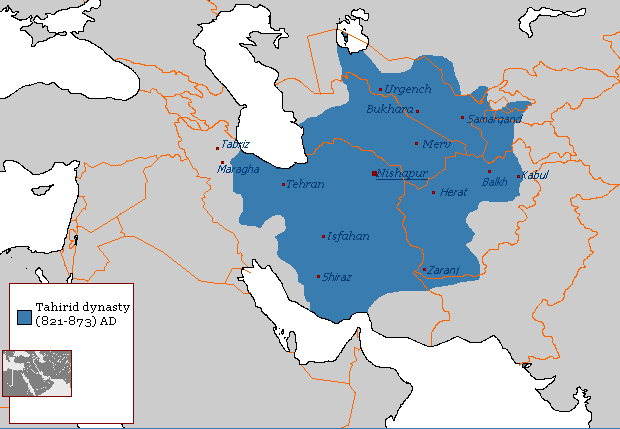
طبرستان و گرگان پیش از استقلال علویان طبرستان جزئی از ولایات امرای طاهریان بودند.

آموزه‌های دینی زیدیان نخستین بار در حاشیهٔ جنوبی دریای مازندران توسط برخی از شاگردان «قاسم بن ابراهیم رسی حسنی» آغاز گشت. وی که در اطراف مدینه ساکن بود، مجموعه‌ای از پاسخ‌هایش به پرسش‌های زیدیان ساکن طبرستان را تألیف کرده بود. پس از وی نیز، «جعفر بن محمد نیروسی طبری» در زادگاهش، نیروس که در کوه‌های شرقی رود چالوس بود، این آموزه‌ها را انتقال داده‌است. بدین ترتیب، مناطق غربی طبرستان، رویان، کلار و چالوس،
 نخستین مرکز زیدیان در منطقه شد.
یکی از نخستین کوچ‌های علویان به سوی دیلم، حرکت یحیی بن عبدالله بن حسن بن حسن بن علی بن ابی‌طالب بود که به نخستین خیزش شیعی در دیلم انجامید. یحیی در ۱۶۹ ه‍.ق در قیام فخّ شرکت کرد و پس از پایان جنگْ مخفیانه و به همراه حجّاج ایرانی به سوی ایران آمد و در مناطق کوهستانی و دور دست سکنی گزید. نشانه‌هایی در دست نیست که اقامت کوتاهش در این کوهستان‌ها پیش از آنکه به فضل بن یحیای برمکی تسلیم شود، نفوذ فعال کیش زیدی را در این ناحیه سبب شده باشد. در سال ۲۱۹ ه‍.ق اندکی پس از به خلافت رسیدن معتصم، محمد بن قاسم حسنی با گروهی کوچک از زیدیان کوفه به طالقان در خراسان آمد و در آنجا شورشی به راه انداخت که به زودی سرکوب شد. نشانه‌هایی در دست نیست که هیچ‌یک از پشتیبانان محلی او پیروان فرقهٔ زیدی بوده باشند. آموزش‌های زیدی را نخست در ایران برخی از پیروان امام قاسم بن ابراهیم رسی حسنی رواج دادند. امام قاسم در جبل الرس واقع در خاور مدینه می‌زیست و تدریس می‌کرد. در نگاشته‌هایش از برخی مردم تبرستان یاد می‌کند که دربارهٔ کارهای مذهبی از او پرسش‌هایی می‌کرده‌اند. یکی از راویان اصلی نظریهٔ فقهی او جعفر بن محمد نیروسی تبری بود که شهر زادگاهش نیروس در کوه‌های تبرستان باختری در چند میلی خاور رودخانه چالوس بوده‌است.
مرگ «قاسم بن ابراهیم رسی»، رهبر زیدیان قاسمیه، در سال ۲۴۶ هجری و کشته شدن «یحیی بن عمر علوی»، رهبر بعدی قیام زیدیان کوفه، دو سال بعد در سال ۲۴۸ هجری، که به دست «محمد بن عبدالله طاهری» انجام شد، محرک زیدیان محلی ساکن سواحل خزر برای قیام و شورش بوده؛ زیرا محمد بن عبدالله طاهری که شورش زیدیان مذکور را سرکوب کرده‌بود، برادر «سلیمان بن عبدالله طاهری» والی وقت طاهریان در طبرستان بود. از دیگر سو، خلیفه مستعین به پاس سرکوب خیزش زیدیان، املاک زیادی در طبرستان به او بخشیده بود.
طبرستان در دوران طاهریان و به گزارش جعفریان از نیمهٔ نخست سدهٔ سوم، تحت نظر آنان اداره می‌شد. شخصی به نام «محمد بن اوس بلخی» از نمایندگان طاهری در طبرستان، زمینی بایر و بدون مالک در مرز دیلم، که مردم کلار و چالوس از آن بهره می‌بردند و از نظر چرای دام و برداشت هیزم برای آنها حیاتی محسوب می‌شد را اشغال کرد. این رویداد باعث ایجاد خشم و نارضایتی مردم آن دو ولایت شد. او همچنین غافلگیرانه وارد دیلم شده، مردم را مورد ضرب و شتم قرار داده، کشتار به راه انداخته و از مردم اسیر گرفت. این مسئله سبب بدنامی طاهریان شد. در سال ۲۵۰ هجری «محمد بن رستم کلاری» و «محمد»، شهریاران رویانی از خاندان معدان، و دو نفر با نام‌های محمد و جعفر فرزندان رستم، رهبری این شورش را عهده‌دار بودند. از اسامی آنها چنین به‌دست می‌آید که پیش از این خود از پدری نامسلمان با نام رستم متولد شده، اما مسلمان گشته‌اند و از قضا نام جعفر نشان می‌دهد که بر مذهب تشیع بوده‌اند. به یاری مردم کلار، چالوس و دیلم، شورشی در طبرستان برپا نمودند و از عبدالله پادوسبانی نیز تقاضای کمک کردند.
مردم منطقه «دارفو»، در دیلم، نیز به روستاهای دیلمی‌نشین می‌رفتند و مردم آن ولایت را به قیام علیه عوامل طاهری فرا می‌خواندند. سازماندهی این قیام در غرب رود چالوس به آسانی انجام می‌شد؛ زیرا والیان خلیفه با توجه به اقتدار دیلمیان هنوز به این ناحیه نفوذ نکرده نبودند و حاکمان دیلمی نیز با خلفای عباسی و طاهری دشمنی و مخالفت داشتند؛ بنابراین، دیلمی‌های این ناحیه با آزادی به سازماندهی این جنبش دست زده و مردم کلار و چالوس نیز با آنها متحد بودند تا «در نبرد با سلیمان بن عبدالله و محمد اوس و دیگر کسان که آهنگ نبرد آنها کنند، همدیگر را یاری دهند».
مردم طبرستان و دیلم پس از آماده کردن شرایط جنبش، پس از آن برای آن که میان خویش اتحادی استوار بر پا کنند، در اندیشه دعوت یکی از علویان ری به این ناحیه برآمدند. جعفریان در تشریح علل رفتن مردم طبرستان به دنبال یک فرد علوی، به دو علت اشاره دارد:
- شهرت سادات و علویان به پاکی، به گونه‌ای که ابن‌اسفندیار گزارش می‌کند که مسلمانان با دیدن زهد و ورع سادات، سیرت مسلمانی را در سادات مسلم می‌دانستند.
- وجود دشمنی علویان با عباسیان و همچنین طاهریان، دلیلی بود که علویان را در همیاری با دیلمیان شورشی بر طاهریان، ترغیب می‌کرد.

آنها از «محمد بن ابراهیم»، که یکی از علویان معروف ناحیه بود، خواستند که رهبری قیام را بپذیرد؛ ولی او که خودش را درخور این کار نمی‌دید، «حسن بن زید» را به آنان معرفی نمود. بزرگان کجور، طوماری نوشتند و پس از امضاء به قاصدی سپردند تا در ری به دست حسن بن زید برساند. حسن بن زید، پس از تحقیق و اطمینان از پدیدار شدن زمینه‌های قیام در منطقهٔ طبرستان، این دعوت را پذیرفت و به همراه خویشان و بستگان از ری به طبرستان کوچید. وی، که به داعی کبیر معروف است سرانجام در رمضان ۲۵۰ هجری وارد منطقه رویان شد با پذیرش این دعوت، حکومت علویان طبرستان را در کلار بنیان نهاد. دولت علویان در طبرستان، نخستین دولتی بود که در شرق اسلامی به دور از تأیید خلفای عباسی، شکل گرفت از همین رو این تهدیدی جدی برای خلافت عباسی محسوب می‌شد و آنها به هر قیمت در صدد نابودی آن بودند. این سلسله به نام علویان طبرستان یا سفیدجامگان زیدی علوی مورد معرفی منابع قرار گرفته‌اند. پس از به قدرت رسیدن این سلسله در ناحیه طبرستان، سادات باقی مناطق که تحت فشار سیاسی بودند، به این منطقه مهاجرت کردند.
به قدرت رسیدن علویان در طبرستان، نتیجهٔ تحولات فکری، سیاسی و نظامی در طبرستان غربی و گیلان و دیلمستان علیه خلافت عباسی بود. مردم و اشراف طبرستان غربی و گیلان و دیلمستان، نقش مهمی در قدرت‌گیری علویان داشتند. تأسیس حکومت علویان طبرستان (برخلاف تصور عامه) نتیجهٔ تلاش‌های حسن بن زید نبود؛ بلکه علت اصلی این بود که مردم طبرستان و گیلان و دیلمستان، منفعت خود را در همکاری با علویان می‌دیدند؛ بنابراین، مردم مناطق مذکور، با دعوت از علویان، از آنها به‌صورت ابزاری برای مخالفت با خلافت عباسی استفاده کردند. حسین اسلامی دربارهٔ این واقعه می‌گوید: «مردم طبرستان از دست خودشان خسته شدند؛ دنبال بیگانه (عرب) رفتند.» کسروی در این باره می‌نویسد: «بزرگ‌ترین دشمنان خلافت، یعنی علویان و دیلمی‌ها، دست به دست هم دادند».

## دورهٔ آغازین حکومت

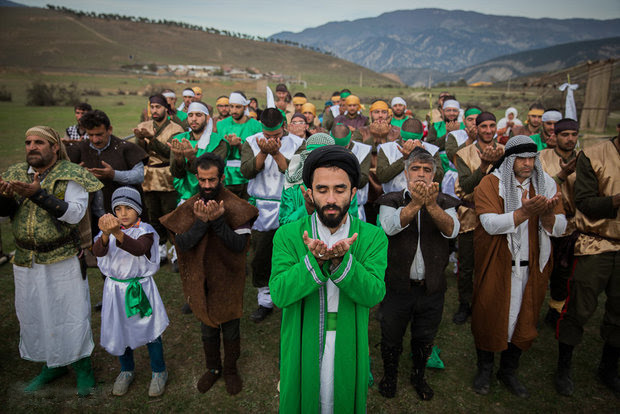
بازسازی واقعه بیعت مردم غرب طبرستان با حسن بن زید (داعی کبیر)، مرزن‌آباد، ۱۳۹۴.

سادات علوی، که مذهب تشیع داشتند، از سمت غرب طبرستان بستر جنبشی شیعی را فراهم می‌کردند. بسترهای درونی و بیرونی جنبش علوی در خلال دو قرن شکل گرفت و کماکان گسترش می‌یافت. پیش از این، در زمان هارون‌الرشید، یحیی بن عبدالله با حمایت حاکم جستانی در دیلمان قیام کرده ولی با اعزام ۵۰٬۰۰۰ سرباز از بغداد، حاضر به پذیرش صلح شده‌بود. حسن بن زید، پس از قبول دعوت طبرستانی‌ها، به آن منطقه کوچ کرد و با ورود او به طبرستان، منطقه شکل جدیدی به خود گرفت. در ۲۵ رمضان ۲۵۰ ه‍. ق، حاکم نور اسپهبد وندااُمید، عبدالله بن سعید، محمد بن عبدالکریم و بزرگان کجور در کلار با حسن بیعت کردند. حسن پس از بیعت اهالی کجور و کلار، سه نفر از یارانش با اسامی محمد بن عباس، علی بن نصر و عقیل بن مسرور را به چالوس فرستاد تا در آن شهر برایش بیعت بگیرند. «حسین بن محمد مهدی حنفی»، از بزرگان چالوس، مردم چالوس را در مسجد جامع این شهرگرد هم آورد تا بتوانند با نمایندگان حسن بن زید بیعت کنند. با این اقدام عملاً چالوس از سیطرهٔ طاهریان بیرون آمد. عامل طاهریان، محمد بن اوس، از شهر گریخت و اسپهبد جعفر به او و همراهانش پناه داد. همچنین امیران دیلم و بالاخص «جستانیان» نیز در میان کسانی بودند که با وی بیعت نمودند. حسن بن زید روز ۲۶ رمضان به «روستای کورشید» رفت و فردایش به سمت کجور حرکت کرد و تا روز عید فطر در آنجا ماند. وی برای نخستین بار در مصلای کلار نماز عید فطر را اقامه نمود و اهدافش را بیان کرد. از آن پس نمایندگانی به مناطق گوناگون گسیل نمود و مردم را به قیام علیه طاهریان فراخواند. خود نیز پس از اطمینان از وفاداری مردم کجور و کلار، برای کسب بیعت به ناتل و پایدشت رفت. سفرها و جابه‌جایی‌های پیاپی داعی از آغاز کار نشان می‌دهد که بستر برای او آماده بود و خبری از هیچ ممانعتی در برابر او نیست. به گزارش ابن‌اسفندیار، تمام مردم طبرستان با حسن بیعت کردند. بر این اساس، علویان توانستند در طبرستان و پس از مدت‌ها قیام پراکنده، برای نخستین بار دولتی تشکیل دهند.

### جنگ با طاهریان

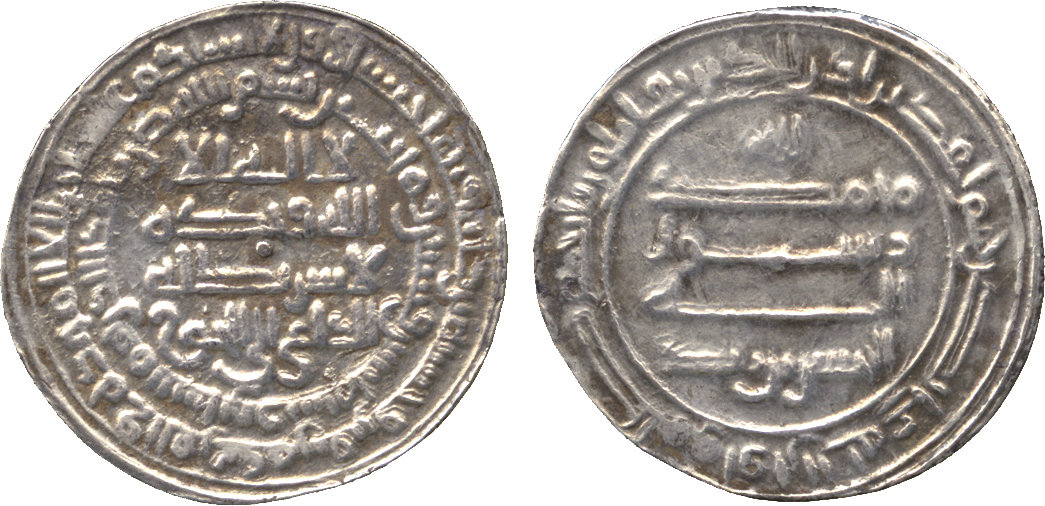
درهم نقره‌ای ضرب‌شده با نام حسن

پایتخت طاهریان در دوران ظهور حکومت علویان در طبرستان، شهر ساری بود. در دورهٔ ظهور داعی کبیر نیز عامل طاهریان در منطقه سلیمان بن عبدالله نام داشت. به عنوان نخستین درگیری، در پایدشت و بنا به قولی در ناتل نیروهای داعی به فرماندهی محمد علوی و محمد پسر رستم با نیروهای محمد بن اوس به جلوداری «محمد بن اخشید» درگیر شدند که محمد علوی توانست سر محمد بن اخشید را از بدنش جدا کند و برای داعی بفرستد. این نبرد نخستین پیروزی نظامی علویان و حامیانشان علیه حکام طاهری بود.
مرگ محمد بن اخشید در نبرد موجب تضعیف روحیهٔ سپاهیان طاهری شد و باعث شد عقب‌نشینی کنند. محمد بن اوس نیز نزد سلیمان بن عبدالله طاهری، عامل طاهریان در طبرستان، رفت. سپس علویان به سوی آمل حرکت کردند ولی در میانهٔ راه به سپاه سلیمان برخوردند که محمد بن اوس این بار فرماندهی آن را در دست داشت. در جنگی که در منطقه «لیکانی» رخ داد، علویان شکست خوردند، محمد علوی کشته شد و «حسن بن حسین»، از فرماندهان علوی، به همراه بسیاری از سربازانش اسیر شد. بقیهٔ سپاهیان علوی نیز به پایدشت بازگشتند. اسیران را نزد سلیمان در آمل بردند و پس از مدتی آزاد کردند.
داعی پس از این شکست، «محمد بن حمزه» را به دیلم فرستاده و از مردم آنجا کمک طلب کرد. ششصد مرد جنگنده به فرماندهی «امیدوار بن لشکرستان»، «ویهان بن سهیل»، «پالیزبان» و «فضل رفیقی» توسط گیلانیان و دیلمیان به پایدشت اعزام شدند و از طرفی بعضی از اسپهبدان طبرستان مانند «پادوسبان»، «مصمغان»، «ویجن»، «خورشید بن حنف»، «خیان»، «پادوسبان بن گردزادلپور» به داعی نامه‌ای نوشته و از عدم یاری وی در برابر طاهریان عذرخواهی نمودند و هنگامی که داعی قصد هجوم به آمل را یافت، ۲۰۰ نفر پیاده و ۲۰ نفر سواره‌نظام را برای کمک به او فرستادند.
داعی این بار فرماندهی سپاه را به عهدهٔ محمد بن حمزه و حسین بن احمد گذاشت. محمد بن اوس، حاکم وقت آمل، نیز لشکری به فرماندهی ابراهیم بن خلیل برای مقابله با علویان فرستاد. در نبرد سنگینی که بین دو سپاه درگرفت، علویان پیروز شدند و سپاه طاهریان به سوی آمل عقب‌نشینی نمود. علویان تعقیبشان نموده و آمل را تصرف کردند. محمد بن اوس نیز از شهر گریخت. داعی پس از پیروزی در تاریخ ۲۳ شوال سال ۲۵۰ هجری، وارد آمل شد و در مصلای شهر از مردم بیعت گرفت. شهر آمل را نیز مقر حکومتش قرار داد. سپس چند تن از حامیان طاهریان را اعدام نمود ولیکن فرماندهِ شکست‌خوردهٔ آنان، ابراهیم بن خلیل، را امان داد. داعی کبیر پس از رسیدن به حکومت طبرستان، پایتخت خود را از ساری — که جایگاه طاهریان بود — به آمل منتقل کرد تا به حامیان و هوادارانش نزدیک‌تر باشد.

#### ظهور مصمغان؛ فتح مامطیر و ساری

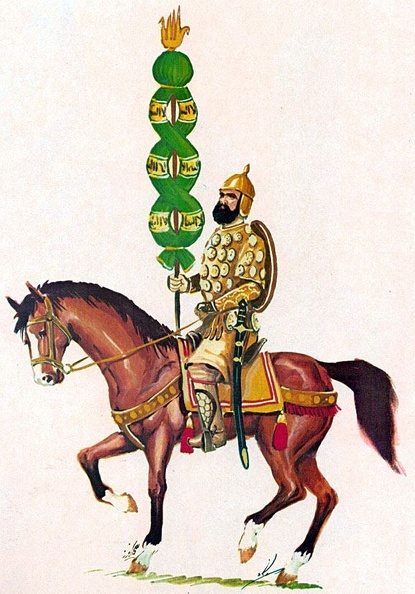
سواره‌نظام دیلمی، به‌همراه علم سبزرنگ.

مصمغان از جمله حامیان داعی بود که با ورود به شهر مامطیر، در روز ۲۶ شوال سال ۲۵۰ هجری قمری برای او بیعت گرفت و موجب شد که این شهر به‌دست علویان افتد. خود داعی نیز نمایندگانی را برای اخذ بیعت به شهرهای فیروزکوه، دماوند و ری اعزام کرد. همچنین در ۴ ذی‌القعده همان سال گروهی را با «امیر الحاج» قرار دادن محمد بن حمزه، به حج فرستاد.
در زمان طاهریان، پایتخت سلیمان بن عبدالله شهر ساری بود. داعی پس از آن‌که مامطیر را تصرف کرد، به مصمغان دستور داد تا به ساری رود. مصمغان نیز روستای «پوطم نوروز آباد» در منطقه ساری را لشگرگاه خویش قرار داد. در این ایام، سلیمان بن عبدالله نیز لشکرش را به «اَسد جندان» سپرد. خود داعی نیز در «روستای توجی» سپاهیانش را آماده نبرد می‌کرد. پس از شروع نبرد، داعی به نصیحت پیرمردی به نام «شهریار بن اندیان»، از جنگ با سپاهیان جندان پرهیز نمود و به ظاهر گریخت و سپس از بی‌راهه، وارد شهر ساری شد و در شهر جنگی بین طرفین رخ داد که علویان در آن پیروز شده و شهر را فتح کردند. سلیمان نیز از ساری گریخت و به «روستای دودان» نزد سپاهیانش رفته؛ سپس به سوی ساری هجوم آوردند که در نبردی شهری، سپاهیان طاهری مجدداً شکست را متحمل شدند.
پس از شکست سپاه طاهری سلیمان به استرآباد گریخت و سپاهیان علوی عمارت وی را به آتش کشیدند. از سوی دیگر حسین بن زید، برادر داعی کبیر، دماوند را فتح کرد و بزرگان شهرهای لاریجان و قصران هم نزد داعی رفته و اظهار تبعیت و فرمانبرداری کردند.

#### نبرد تمشکی دشت
پس از ۴۰ روز حکومت علویان در شهر ساری، داعی کبیر تصمیم گرفت که به آمل بازگردد؛ ولی به توصیهٔ اسپهبدِ پادوسبانی، به «چمنو» رفت. با پیوستن لشکریان خراسان به سپاه سلیمان بن عبدالله، وی بار دیگر به سوی طبرستان هجوم آورد. دیلمیانی که در سپاه داعی بودند، برای انتقال غنائم جنگی، به منازلشان بازگشته بودند و داعی ناچار به مقابلهٔ با طاهریان با سپاهی کوچک شد. دو سپاه در محلی به نام «تمشکی دشت» به مصاف یکدیگر رفتند که موجب شکست و عقب‌نشینی علویان شد. سربازان علوی در بیشه‌ها پراکنده شدند و توانستند «احمد بن محمد بن اوس» را بکشند. داعی کبیر نیز در زمان عقب‌نشینی، آنقدر روی پُل چمنو ایستاد تا تمامی زخمیان و کشتگان را از آن پل عبور دادند. سپس بازماندگان به سمت چالوس گریختند.
پس از تمشکی دشت، نبردی هم در «تالابنمان» درگرفت و عدهٔ بسیاری کشته شدند. داعی شبانه به همراه اسپهبد فنا، پسر ونداامید و خورشید پسر جسنف، از راه بالامین به آمل رفت. (از راه سوادکوه و لپور کنونی) صبح نیز توقفی نکرد و از آمل به چالوس گریخت و سلیمان به تعقیبش پرداخت. دربارهٔ سراسیمگی سپاهیان داعی نقل است که لشکرستان، فرماندهٔ او، فرصت پوشیدن جامه نیافت و عریان بود و وقتی به چالوس رسیدند، داعی ده هزار درهم ستاند تا برای سربازان لباس تهیه کند.

#### نبرد لاویج
پس از فتح آمل توسط سپاهیان طاهری، این شهر به اسپهبد قارن بن شهریار داده شد. داعی کبیر نیز پس از آن‌که عده‌ای از مردم گیلان و دیلم به او پیوستند، به سوی «لاویجه رود» رفته و آنجا را لشگرگاه خویش قرار داد. سپاهیان طاهری و باوندی نیز از آمل خارج شده و در پایدشت مستقر شدند. داعی نیز به توصیهٔ سپاهیان دیلمی، به لشکرِ اسپهبد باوندی شبیخون زد و آن را در نبرد شبانه، شکست داد. در این شبیخون عدهٔ زیادی از سرداران سپاه طاهری کشته شدند. پس از پایان جنگ، علویان وارد آمل شدند و آن را بار دیگر فتح کردند. اسپهبد پادوسبانیان نیز به فرمان داعی کبیر، برای تعقیب اسپهبد باوندی فرستاده شد و بدین ترتیب او توانست کوهستان کارن را فتح کند و اسپهبد قارن باوندی به گرگان نزد سلیمان بن عبدالله پناه برد. خود داعی نیز پس از ۱۵ روز از آمل به سوی چمنو رفت و برای دومین بار ساری را فتح کرد. پس از شکست‌های پیاپی سلیمان بن عبدالله از شاه طاهریان، محمد بن عبدالله، درخواست کمک کرد و سپاهی به سرداری «عناتور بن بختانشاه» و «جسنف بن ماس» به استراباد گسیل شد. از سویی عده‌ای از سپاهیان داعی در قارن کوه بودند و عدهٔ دیگری از دیلمیان پس از به‌دست آوردن غنائم، به وطنشان مراجعت نموده بودند. بنابرین داعی کبیر ابتدا از ساری به آمل و سپس به چالوس عقب نشست. در این هنگام خبر پیوستن وهسودان، حاکم دیلم، به طاهریان نیز شایع شده بود.

#### پیروزی نهایی بر طاهریان

نقشه مناطق شمالی ایران در قرون اولیه اسلامی. منطقه دیلم، در میان گیلان و طبرستان قرار گرفته‌است.

وهسودان، حاکم دیلمیان، پس از اندکی چهار هزار تن از جنگجویان دیلمی را نزد داعی کبیر فرستاد و سرانجام دو سپاه در چمنو اردو زدند. در ابتدای نبرد، سپاهیان علوی شکستی را متحمل شدند که موجب عقب‌نشینی آنان به آمل گشت؛ لیکن اندکی بعد دوباره هجوم آورده و در ۸ ذی الحجه ۲۵۲ هجری، طاهریان را شکست دادند و سپاهیان دیلمی در شهر ساری به قتل و غارت روی آوردند سپس عده‌ای از سرداران طاهری را به قتل آوردند. سلیمان بن عبدالله، خود نیز از ساری گریخت؛ ولیکن اقوام و اموالش به دست علویان افتادند.
داعی پس از این پیروزی چند ماه در ساری ماند و سپس به شهر آمل بازگشت و «سید حسن بن محمد بن جعفر عقیقی» را که از اقوامش بود، در ساری به حکومت نشاند. سلیمان بن عبدالله نیز از استراباد به محمد بن زید، برادر داعی کبیر، نامه‌ای نوشت و در آن از محمد درخواست و التماس نمود که نزد برادرش وساطت و شفاعت نموده، خانواده و بستگانش را از بند رها نماید. داعی کبیر نیز با درخواست برادرش موافقت نمود و آن افراد را به استراباد فرستاد.

#### اختلاف در میان هواداران داعی و شورش‌های مخالفانش
اسپهبد قارن پور شهریار نیز پس از شکست طاهریان در نبرد چمنو، به وساطت مصمغان، تسلیم شد و دو فرزندش، مازیار و سرخاب را در سال ۲۵۲ قمری نزد داعی فرستاد. بدین ترتیب علاوه به دشت‌های طبرستان، مناطق کوهستانی به دست علویان افتاد.
پس از مدتی «محمد بن نوح»، سردار طاهری، علیه داعی شورید و اسپهبد قارن به وی پیوست؛ لیکن شکست خورد و سپاهیانش پراکنده شدند. از سوی دیگر مصمغان با یکی از سرداران علوی، به نام فضل رفیقی، اختلاف یافت و از حکومت داعی جدا گشت. در آمل نیز فرمانده‌ای دیلمی به نام «جایی بن لشکرستان» به مردم ستم پیشه کرد که با شورش روبرو شده و به قتل رسید. «حسن بن محمد عقیقی» نیز در این هنگام مصغان را از عزلت درآورد و به سپاهیان علوی ملحق نمود. فردی به نام «رستم بن زبرقان» نیز در «مهران رستاق» شورید و با محمد بن روح طاهری متحد شد. داعی ابتدا «هرمزد کامه» و «عباس عقیلی» را برای سرکوبش فرستاد که شکست خوردند، سپس حسن بن محمد عقیقی را مأمور سرکوبش نمود. در نبردی که پیش‌آمد، حسن عقیقی توانست چهارصد اسیر بگیرد و به ساری بازگردد.
اسپهبد قارن بار دیگر از «ابراهیم بن معاذ»، حاکم قومس، یاری خواست اما حسن عقیقی بار دیگر به کوهستان ساری رفته و قیام را سرکوب نمود. سپس داعی به آمل رفت و حسن عقیقی را به جای خود در ساری گذاشت. اسپهبد قارن نیز این‌بار با اتحاد محمد بن روح و مصمغان، به شهر یورش بردند. حسن عقیقی ابتدا از شهر خارج شد و به «ترجی» رفت لیکن توانست با نیروهای کمکی داعی کبیر، مخالفان را شکست دهد.

#### فتح استرآباد
سلیمان بن عبدالله، پس از شکست در برابر داعی، از استرآباد (گرگان کنونی) به خراسان رفت و در جای خود نمایندگانی را قرار داد. داعی کبیر نیز پس از سرکوب مخالفان داخلی، در تاریخ ۳ ذی‌الحجه ۲۵۳ هجری قمری، «محمد بن ابراهیم» و «لشکرستان دیلمی» را در رأس سپاهی به سوی استرآباد اعزام نمود که توانستند آن شهر را نیز فتح کنند.

### نبرد با لشکریان روس

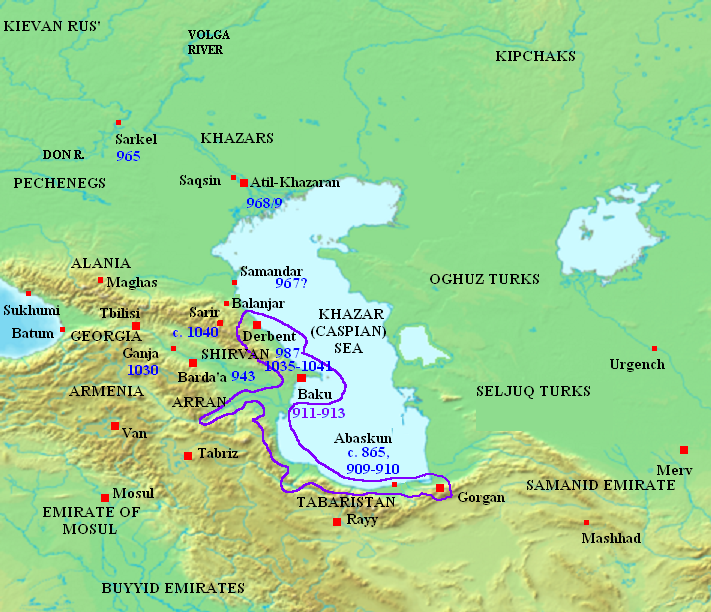
نقشهٔ مناطقی که مورد حملهٔ روس‌های افرنجی قرار گرفت. مناطق تحت‌تأثیر حملات با بنفش و نام کشورها و دودمان‌ها با رنگ مشکی متمایز هستند.

پس از آنکه روس‌ها متوجه اعلام استقلال طبرستان شدند، در زمان ایگور، شاهزادهٔ کی‌یفی حاکم بر روس‌های واریاگ، با لشکری مجهز به این منطقه حمله‌ور گشتند. این افراد که از راه دریا آمده‌بودند، توانستند جزیرهٔ آبسکون را تصرف کنند. داعی پس از اطلاع از ورود مهاجمان روس به آبسکون، سپاهی را برای مقابله با آنان به درون جزیره فرستاد و توانست آنان را فراری دهد.
تعدادی سکه از زمان حسن بن زید در اطراف آبسکون پیدا شده که حاوی آیه‌ای هستند با شرح «اذن الذين يقاتلون بانهم ظلموا و ان الله علي نصرهم لقدير»؛ مفهوم این آیه چنان است که «به کسانی که جنگ بر آنان تحمیل گردیده، اجازه جهاد داده شده‌است؛ و خدا بر یاری آن‌ها تواناست.» برخی مورخان احتمال داده‌اند، وجود چنین آیه‌ای روی سکه‌ها به جهت تشویق مردم به دفع روس‌ها از آبسکون بوده باشد.

### مقابله با عباسیان

#### خلافت مستعین؛ رو به البرز جنوبی
گسترش قلمرو داعی و محبوبیتش نزد مردم شهرهای سامرا و کوفه، موجب واکنش خلفا عباسی گشت. المستعین بالله، که معاصر داعی و دوازدهمین خلیفه عباسی بود، لشکری را به شهر همدان اعزام نمود؛ ولیکن در محرم سال ۲۵۲ هجری، سرداران عباسی وی را از خلافت عزل نموده و «معتز بالله» را به جایش نشاندند.
علویان نیز پس از سیطرهٔ کامل بر مناطق کوهستانی و جلگه‌ای طبرستان، به سوی مناطق جنوبی البرز روی آوردند. جستان بن وهسودان، حاکم دیلم و گیلان، در این نبرد نیز داعی را همراهی نمود. ابتدا شهر بزرگ ری و سپس قزوین، ابهر و زنگان به تصرف علویان درآمدند. داعی ری را به «محمد بن جعفر» و قزوین را به «جستان بن وهسودان» سپرد. یک‌بار در ری شورشی رخ داد که محمد بن جعفر از شهر بیرون شد، ولی اندکی بعد به شهر بازگشت.

#### خلافت معتز
از شروع حکومت معتز مدت چندانی نگذشت که وی خبر فتوحات داعی در مناطق جنوبی البرز را شنید. او در سال ۲۵۳ هجری قمری برای سرکوب حسن بن زید، ارتشی را به فرماندهی «موسی بن بغا» و سرداری «مُفْلِح» از عراق به طبرستان گسیل داشت.
موسی بن بغا ابتدا در همدان مستقر شد و سپس مفلح را برای فتح ری فرستاد. مفلح ابتدا به قزوین و سپس ابهر، زنجان را فتح کرد. حاکمان شهرهای قزوین و زنجان با اسامی «حسین ابن احمد» و «عبیدالله بن علی» پس از هجوم مفلح به طبرستان گریختند، داعی پس از فرار آن‌ها، هر دو را در برکه‌ای غرق کرد و پس از مرگ، جسدشان را در سردابی رها کرد. وی بعدها که دربرابر یعقوب شکست خورد و گریخت، جسد این دو تن را از سرداب بیرون کشیده و دفنشان کرد. سرانجام نیز در ۲۵۵ هجری توانست ری را بازپس بگیرد او بعد از پیروزی، از راه قومس به استرآباد رفت.

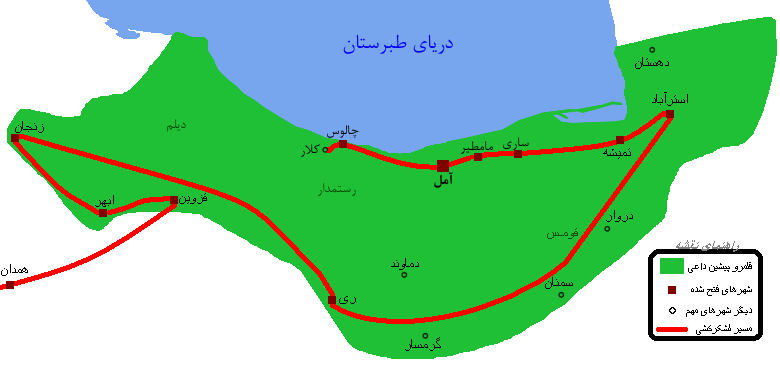
مسیر لشکرکشی مفلح به طبرستان؛ دولت علوی طبرستان تهدیدی جدی برای خلافت عباسی محسوب می‌شد.

«احمد بن محمد سکنی» که از عوامل طاهریان بود، در استرآباد، با مفلح متحد شد. سپاهیان خلیفه ابتدا گرگان و سپس تمیشه، ساری و مامطیر را یکی پس از دیگری فتح کردند. در طول این مدت چند نبرد نیز رخ داد که هربار علویان در آن شکست می‌خوردند. در این زمان ده هزار نفر پیرامون داعی گرد آمده‌بودند و پادوسبان سوم نیز در کنار او بود. لیکن داعی یارای مقاومت دربرابر مفلح را نداشت. مفلح آمل را فتح کرد و خانه‌های علویان را به آتش کشید و به تعقیب داعی پرداخت و حتی چالوس را تصرف کرد. داعی پس از شکست‌های متوالی به کلار پناهنده شد و دیلمیان نیز حاضر به همکاری با وی نشدند.

#### خلافت مهتدی؛ شورش علویان در بصره
پس از مرگ معتز عباسی، خلیفه عباسی، مهتدی بر تخت نشست. خلیفهٔ جدید فرمان داد که همهٔ نیروهای نظامی عباسیان به عراق بازگردند تا بتواند با «صاحب الزنج» در بصره مقابله کند. در ماه جمادی‌الآخر سال ۲۵۵ قمری، پیغامی از گرگان به دست مفلح رسید که او را به سامرا فراخواند. موسی بن بغا نیز همراه سپاهیان عباسی به عراق بازگشت و در جای خود احمد بن محمد سکنی را قرار داد. داعی کبیر هم با بهره‌گیری از این فرصت در ۲۵۵ قمری آمل، سال بعد آن ری، در ۲۵۷ قمری گرگان و در ۲۵۹ قمری قومس را گشود و احمد بن سکنی نیز به وی متمایل شده و به یاران وی پیوست و حکومت داهستان و به نقلی دیگر استرآباد را به‌دست گرفت.

### مقابله با یعقوب لیث

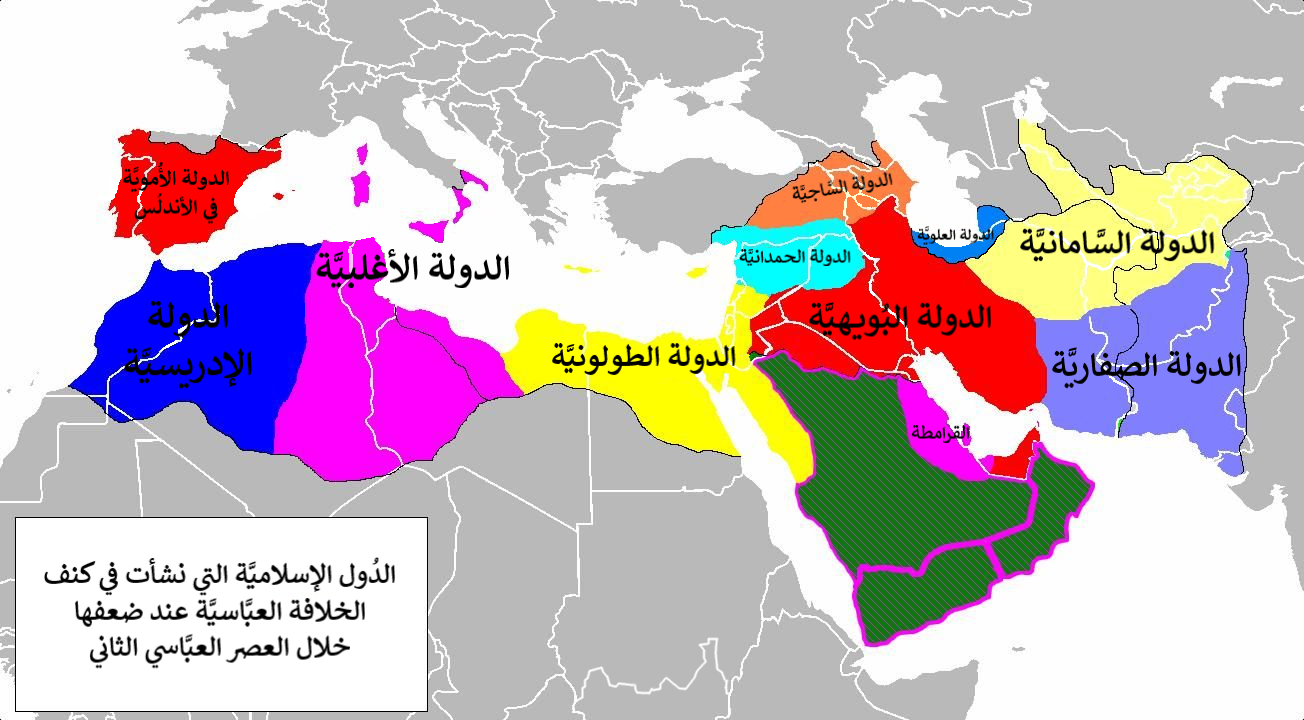
دولت‌هایی که پس از انفعال و تضعیف خلافت، سر به شورش و خودرأیی برداشتند. (زبان نقشه، عربی است)

یعقوب لیث صفار، حاکم صفاریان، پس از برانداختن دودمان طاهریان از نیشابور راهی طبرستان شد. بهانهٔ وی برای این لشکرکشی تعقیب عبدالله سگزی (یا عبدالله بن محمد سِجزی) بوده‌است، زیرا وی یعقوب را ترور کرده‌بود. یعقوب پیش از ورود به خاک طبرستان، مخفیانه با احمد بن سکنی ارتباط برقرار کرده و او را با خود متحد نمود و در برابر به او قول باقی ماندن بر سر حکومتش را داد، سپس نامه‌ای به حسن بن زید نوشت و عبدالله بن صالح و دو برادر او را از داعی خواست. حسن بن زید آن‌ها را تحویل نداد و یعقوب از دهستان و گرگان، به سوی ساری رفت و آنجا حسن بن محمد عقیقی، به مقابله با او برخاست. سرانجام صفاریان توانستند ساری را در سال ۲۶۰ هجری قمری، فتح کنند. سید عقیقی به آمل عقب‌نشینی نمود و نیروهای علوی در آن شهر متمرکز گشتند ولیکن یعقوب با شکست دادن علوی‌ها، داعی را وادار به گریختن سوی گیلان و دیلم کرد.
یعقوب چهار ماه به تعقیب و گریز در طبرستان ادامه داد ولی مردم از تحویل دادن حسن بن زید، که حال متواری شده‌بود، به یعقوب خودداری می‌کردند. در این مدت، باران شدیدی باریدن گرفت که چهل روز پیاپی بارید؛ درحالی که سپاه صفاری از مناطق خشک و بیابانی سیستان آمده‌بودند و به این بارش‌ها عادت نداشت، عده‌ای از افراد او نیز از زمین‌لرزه و صاعقه تلفات دادند، چهل هزار نفر از سربازان، تمامی شترها و هزاران اسب نیز مُردند و اسباب و وسایل را سواران دیلمی به غارت می‌بردند، همچنین هرگاه شهری را فتح می‌کرد، نایبی بر آن شهر انتخاب می‌کرد که عوام بر آن‌ها می‌شوریدند. چنانچه «لیث بن فنه» را بر رویان و «پادوسبان سوم» را بر طبرستان نشاند ولی حکمش تحقق نیافت.
یعقوب لیث، در این نبردها فقط توانست مقداری غنیمت کسب کند و محمد بن زید، برادر داعی، را دستگیر کرده و به سیستان بفرستد. سرانجام برای جبران کردن تلفات سنگینش در طبرستان، خراج دو ساله را به زور از مردم گرفت و پس از شنیدن اخبار نامطلوب از خراسان، مجبور به ترک طبرستان شد؛ سپس به حاکم ری نامه‌ای نوشت و از او خواست که سگزی را به وی واگذارد. حاکم ری نیز بدان جهت که گرفتار سرنوشت علویان نشود، پناهندگانش را تحویل داد. یعقوب این افراد را در شادیاخ با میخ‌های آهنین، به دیوار کوباند و به نقلی گردن زد. استیلای یعقوب بر طبرستان و گرگان موجب آزرده شدن خلیفه عباسی شد، علی‌الخصوص که در این مناطق وی به رعایا و عامه ستم رساند. سرانجام داعی در سال ۲۶۱ قمری، دوباره حکومت طبرستان را به دست گرفت. وی دستور داد، به انتقام کمک‌های مردم چالوس به سپاهیان یعقوب لیث، شهرشان را به آتش کشیدند.

### سرکوب شورش‌های بعدی

#### نبرد با ترک‌ها و شورش لیث بن فنه
پس از سیطرهٔ دوبارهٔ داعی بر طبرستان، عده‌ای از صحراگردان ترک نژاد، با بیش از هزار تن نیرو، از سوی داهستان به استراباد و گرگان رفته و به کشتار و غارت مردم روی آوردند. از آمل نیز خبر شورش «لیث بن فنه» شایعه گشت. داعی ابتدا ترک‌های نامسلمان را شکست داد و سپس محمد بن ابراهیم را به جای خود در گرگان نهاده، به سوی آمل رفت. لیث گریخت و به ری پناه برد. حاکم ری نیز در نبردی از سپاهیان علوی شکست خورد و داعی دستور داد تا لیث را سر بریدند.

#### شورش دیالمه در گرگان
با خروج داعی از گرگان، عده‌ای از دیلمیان که در آن شهر مانده بودند، دست به غارت و تجاوزگری زدند و از عوامل داعی سرپیچی نمودند. حسن بن زید نیز برادرش، محمد، را در رأس سپاهی راهی گرگان کرد. شورشیان به سوی خراسان گریختند و عامل طاهری در شهر اسفراین، شاری، را تحریک کردند تا گرگان را تصرف نماید. وی عاملان داعی را به آمل عقب نشاند؛ ولیکن وقتی بزرگان گرگان نزد شاری رفته و خیانت دیلمیان را شرح دادند، وی سیاستش را نسبت به شورشیان تغییر داد. شاری با توصیهٔ گرگانی‌ها، به محل گردهمایی دیلمیان هجوم برد و در یک روز سه هزار تن از آنان را به قتل آورد، سپس خود به خراسان رفت و داعی بار دیگر به گرگان بازگشت. وی فرمان داد تا بیش از هزار نفر از دیلمیان خطاکار را دستگیر کرده و دست و پایشان را قطع کردند. رستم بن قارن باوندی، که در این زمان سرزمین‌های پدریش به دست داعی افتاده بود، نیز در تحریک دیلمی‌ها نقش داشت.

#### شورش رستم باوندی و خروج سید عقیقی
عده‌ای از دیلمیان از ترس مجازات‌هایی که داعی بر آنان روا داشت، گریختند و به رستم بن قارن در کوهستان‌های طبرستان پناه بردند. اسپهبد باوندی که ناخواسته با نیرویی هزار نفری مواجه شد، پیاپی عده‌ای از آنان را به قلمرو داعی فرستاده و غارتگری می‌کرد.
رستم به دروغ، به قاسم بن علی، حاکم علوی قومس، خبر رساند که لشکر «محمد بن مهدی» از نیشابور در حال حمله به قومس هستند. پس از آن‌که این خبر به گوش داعی رسید، وی از رستم خواست که به کمک قاسم بن علی رود. وی نیز با لشکریانش، به قومس هجوم برد و قاسم بن علی را دستگیر کرده و در «قلعهٔ شاه دزد» در هزارجریب حبس کرد، قاسم بن علی نیز در آن زندان وفات یافت.
رستم پس از آن نیز نامه‌ای به «احمد بن عبدالله خجستانی» فرستاد و او را تحریک کرد تا با یکدیگر گرگان را تصرف کنند. سپس خودش استرآباد را و احمد خجستانی گرگان را فتح کردند.
پس از تصرف این دو شهر، شایعه شد که داعی کشته شده. سید حسن بن محمد عقیقی، حاکم ساری و پسرخالهٔ داعی، با این بهانه که حکومت علویان نبایستی بدون رهبر بماند، از مردم بیعت گرفت و خود را حاکم علویان خواند.
داعی پس از شنیدن اوصاف سید عقیقی، لشکری به سرکردگی «طاهر بن ابراهیم» را به سوی ساری فرستاد. سید عقیقی پس از شنیدن خبر زنده بودن داعی و لشکرکشی طاهر بن ابراهیم، از ساری گریخت و به اسپهبد رستم باوندی ملحق شد. داعی نیز از وی درخواست بازگشت نمود که فایده‌ای نداشت.
پس از مدتی داعی نیروهایش را گردآورد و مناطق از دست رفته را بازپس ستاند. هنگامی که سپاهیان عبدالله رستم شکست خوردند، خجستانی به نیشابور و رستم بن قارن به کوهستان بازگشتند و سید عقیقی به همراهی چند تن از یارانش، در بیابان‌ها تنها ماند. سرانجام محمد بن زید وی را دستگیر کرده و نزد داعی در ساری فرستاد. سید عقیقی با ملاقات داعی اظهار پشیمانی نمود؛ ولی داعی کبیر فرمان مجازات را صادر کرده و به وسیله یک ترک رومی، در محلهٔ «دروازه گرگان» ساری گردن زده شد و جسدش را در قبرستان زرتشتیان و به روایتی یهودیان دفن کردند.
حسن بن زید در اواخر عمرش بیمار شد و این مریضی یک سال ادامه داشت. برهمین اساس برادرش، محمد بن زید، در گرگان و خودش در آمل مستقر بودند. دامادش، احمد بن محمد، نیز کارهایش را در آمل انجام می‌داد. وی پیش از مرگ وصیت نمود که برادرش پس از او رهبری علویان را برعهده گیرد و از احمد بن محمد خواست که در آمل و شهرهای اطراف آن برای محمد بیعت جمع نماید. سرانجام داعی در ۳ رجب ۲۷۰ هجری قمری فوت کرد. بدین‌ترتیب، داعی درطی حکومتش سه بار از طبرستان اخراج شد: اولین بار با ضدحمله سلیمان طاهری، دومین بار با حمله مفلح، سومین بار با حمله یعقوب لیث. او هربار به کوهستان‌های دور از دسترس دیلم پناه برد و هربار با حمایت دیالمه، حکومتش را پس گرفت. در خارج از طبرستان، داعی در سال ۲۵۳ گرگان را تصرف کرد ولی پس ازان این شهر چند بار دست‌به‌دست شد. او تلاش‌هایی برای گسترش قلمرو به‌سمت جنوب کوه‌های البرز کرد، در سال ۲۵۰ علویان ری را گرفتند ولی در ۲۵۷ آن را از دست دادند. قزوین و زنجان و قومس نیز چند سالی تحت حکومت آنها بود.

## داعیان علوی طبرستان

### حسن بن زید
حسن بن زید بن محمد بن اسماعیل بن حسن بن زید بن علی بن حسین بن علی بن ابیطالب، ملقب به داعی اول، داعی کبیر و داعی الی الحق (داعی الحق) که در زمان متوکل به ری فرار کرده بود، به درخواست مردم طبرستان در سال ۲۵۰ هجری از ری به طبرستان رفته و از مردم بیعت گرفت. حسن بن زید در فاصله حکومت خود از ۲۵۰ تا ۲۷۰ ه‍.ق چند مرتبه بر مناطق ری و زنجان و قزوین چیره گردید. در سال نخست یکی از علویان را نام محمد بن جعفر، به آن منطقه فرستاد که بعدها به دست طاهریان دچار شد. در سال ۲۵۱ ه‍.ق حسین بن احمد علوی در قزوین قیام کرد و عمال طاهری را از منطقه بیرون کرد. در همان هنگام بود که حسین بن زید به همراه برادرش بر ساری مسلط شدند و با مردم لاریجان و قصران (شمال تهران فعلی) بیعت کردند. به گزارش ابن اسفندیار، داعی کبیر هر کسی را که هوادار سیاه‌جامگان عباسی بود، به عقوبتی سخت می‌کشت و آنچنان آنان را ملامت می‌کرد تا مردمان به هراس افتاده و جز طاعت و رضای او فکری نکنند. از همین روی بود که عباسیان سعی در سرکوبی قیام او کردند و با وجود آنکه یعقوب لیث در بغداد، عنصری نامطلوب و غیر سالم محسوب می‌شد، اما او را تحریک کردند تا به طبرستان برود و البته شکست خورد. پس از یعقوب، عباسیان بغداد، موسی بن بغا و مفلح ترکی را برای سرکوب به منطقه فرستادند که توفیقی در این امر به‌دست آوردند اما به جهت مرگ خلیفه معتز بالله، مجبور به بازگشت شدند و حسن همچنان بر منطق مسلط بود. مبارزات داعی کبیر به جنگ با طاهریان خلاصه نمی‌شد و او در جهاد با کفار نیز کوشا بود؛ آنچنان که گزارش کرده‌اند دو هزار کافر را به قتل رسانده و غنیمت بسیاری به دست آورده‌است که در میان دیالمه تقسیم کرد. او در دفع ظلم و ستم از طبرستان می‌کوشید و پس از اطلاعش از سرقت و فساد برخی دیلمیان، پس از تذکر به آنان، دست و پای هزار نفر از آنان را قطع کرد. ابن ندیم چند کتاب به حسن نسبت می‌دهد؛ الجامع فی الفقه، کتاب البیان و کتاب الحجه فی الامامه از جمله این آثار هستند. وی که از امامان مشهور زیدیه بوده‌است، سرانجام به سال ۲۷۰ ه‍.ق از دنیا رفت.

### محمد بن زید
محمد بن زید، برادر حسن بن زید جانشین بعدی در حکومت علویان بود. او اواخر حیات حسن، به ولایت گرگان منصوب بود. داعی کبیر در هنگام درگذشتش برای برادر بیعت گرفت. اما پس از مرگش، داماد او ابوالحسین، قیام کرد و گروهی با وی بیعت نمودند با آمدن محمد از گرگان ابوالحسین به چالوس گریخت. در دوران حکومت محمد، شمال ایران در کشاکش سه قدرت بود. از سویی عمرو بن لیث صفاری و از دیگر سو، رافع بن هرثمه و محمد بن زید و بغداد نیز از طرف دیگر سعی می‌کرد تا از اختلافات میان آنها برای خویش بهره‌مند شوند. محمد بن زید مرتب یکی را به شهری منصوب می‌کرد و دیگری را تحریک می‌نمود تا آن شهر را به زور از چنگ او درآورد. خود این افراد نیز در خصوص سیطره بر خراسان و ری طمع داشتند و بر سر تصاحب این مناطق به جنگ می‌پرداختند. رافع بن هرثمه در نهایت گریخت و کشته شد و عمرو بن لیث در خراسان به چنگ سامانیان دچار شد و بر همین اساس، طبرستان برای محمد بن زید آزاد شد. مرعشی گزارش می‌کند که در سال ۲۸۷ ه‍. ق، اسماعیل بن احمد سامانی، عمرو بن لیث را اسیر و به قتل رساند و آوازه همت و مرود محمد پس از فراغت از جوانب مختلف منتشر شد. بر این اساس عرب و عجم و روم و ند به موافقت با حکومت محمد رغبت پیدا کردند و نام نیک او شهرت یافت. جعفریان پس از بیان گزارش مرعشی، عبارات آن را گواه بر رفتار متواضعانه محمد با مردم تعبیر می‌کند. حکومت محمد از جمله حکومت‌های عادلانه علویان در ایران به‌شمار می‌رود. مورخان گزارش کرده‌اند که محمد بن زید کمک مالی به علویانی که تحت سلطه عراق و حجاز بودند می‌فرستاد و از آنان حمایت می‌کرد. پس از کشته شدن عمرو بن لیث و تسلط سامانیان بر ماوراءالنهر، سپاهی به فرمان اسماعیل بن احمد سامانی به سوی طبرستان فرستاده شد تا آن ناحیه را به تسلط سامانیان درآورد. این سپاه در سال ۲۸۷ ه‍.ق به جنگ با محمد بن زید پرداخت و در اثر همین جنگ، داعی مجروح و سپس کشته شد. پس از آن سامانیان بر ناحیه طبرستان استقرار یافتند. ابن اثیر، داعی صغیر را شخصی ادیب و دانشمند معرفی می‌کند که با مردم حسن سلوک داشته‌است.

### ناصر کبیر

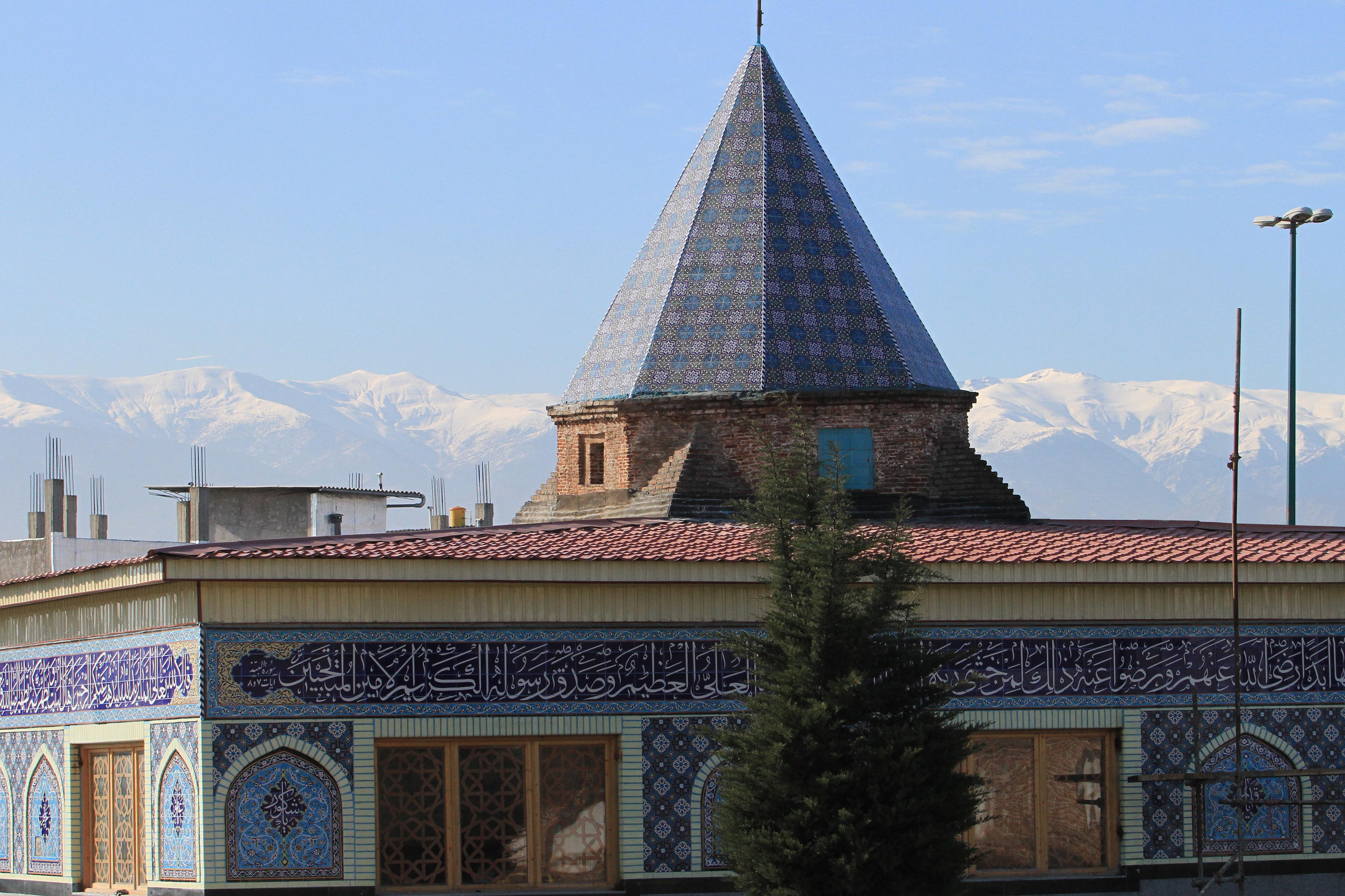
مقبرهٔ ناصر کبیر در آمل

در مدتی که طبرستان به تصرف اسماعیل سامانی درآمد که مذهب سنت را بدانجا بازگرداند و غرامت‌های سخاوتمندانه ای به قربانیان حکومت زیدیان بخشید. مردم رویان و کلار در حمایت از دو داعی مذکور ثابت قدم تر از نواحی دیگر بودند. در طبرستان و گرگان شور و گرمی نخستین نسبت به حکومت جدید بزودی جای خود را به حمایت مردد یا مخالفت درونی داد. دراین هنگام یکنفر علوی که وابسته به یاران دو داعی بود با نام ابومحمد، حسن بن علی بن حسن بن علی بن عمر بن علی (امام سجاد) بن حسین الشهید ملقب به ناصر کبیر، ناصر اطروش، ناصر الحق، سیدنا داعی الی الحق، یکی از مردان خدا و انسانی شریف از سلاله نبوی و علوی بود دست به قیام زد.
مرعشی در این زمینه می‌نویسد:[مردمانی که] از طریق زردشتی به یُمن انفاس متبرکه او به دین محمدی نقل کردند و مذهب او اختیار کردند و هزار بار هزار آدمی تقریباً بر او جمع شدند و در سنه سبع و ثمانین ماتین[۲۸۷هجری] خروج کرد و با خلقی انبوه رو به آمل نهاد…[در جنگ با سامانیان] سید منهزم گشت و دیالم بسیار کشته شدند… سید دیگر باره [در سال ۲۹۰ هجری] روی به طبرستان نهاد… چهل شبانه روز حرب و ضرب بود، عاقبت سید مظفر گشته. سید بعد از چند ماه که در طبرستان بود،[به علت شکست مجدد از سامانیان]باز به گیلان رفت… سید ناصر مدت چهارده سال به اجتهاد و علم مشغول بود… تا وقتی که اهالی گیلان و دیلمان سید را به استخلاص طبرستان رغبت نمودند. سید متوجه طبرستان شد… و [در سال ۳۰۱ هجری] به آمل شد و به سرای حسن بن زید [داعی کبیر]نزول فرمود و با خلق طریقه انصاف و عدل پیش گرفت و گناه‌ها عفو فرمود… سید احکام پادشاهی و امر و نهی ملک را به سید حسن بن قاسم که ابن عم[پسر عمو] بود بازگذاشت و او را بر فرزندان صُلبی خود ترجیح داد.. سید پسری بود ابوالحسین احمد… و او امامی مذهب بود… حرص دنیا او را[حسن بن قاسم] از راه سلامت بگردانید… سید را گرفته و دست بسته به قلعه لارجان[لاریجان] فرستاد…[و این چنین دستمزد ناصر اطروش را داد و معرفت را به کمال رسانید]...
تعدادی از سپاهیان حسن بن قاسم که این واقعه را دیدند به خانه ناصر اطروش ریخته و به غارت اموال پرداخته، اهل و عیال ناصر اطروش را با خود بردند. برخی از سپاهیان به حسن بن قاسم اعتراض کرده و حسن بن قاسم که اوضاع را وخیم یافت، به مقابله با شورشیان پرداخت، ولی در این حین مجروح گشت و خانه نشین شد. در این هنگام لیلی بن نعمان، نماینده سید ناصر در ساری با عجله خود را به آمل رسانده و اوضاع را به دست گرفت و سید ناصر را آزاد کرد. سید مردانگی را به اتمام رسانده و حسن بن قاسم را بخشید و بعد از چندی دخترش را به عقد حسن بن قاسم درآورد و حکومت گرگان را به وی سپرد.
با شرایط پیش آمده ناصر کبیر سیاست را کنار گذاشت و به طاعت و تألیف مشغول گشت. مدرسه ای بنا نهاده و به تعلیم و تربیت شاگردان پرداخت. ناصرالحق با عمری تلاش در راه ترویج شیعه در سال ۳۰۴ هجری دار فانی را وداع گفت و دعوت حق را لبیک نمود. پس از مرگ او، ۱۳ سال حکومت بر ناحیه طبرستان به دست سامانیان بود.

### حسن بن قاسم
چون اطروش در گذشت پسرش ابوالحسین احمد حسن را از گیلان فرا خواند و حکومت را به وی سپرد. اما ابوالقاسم جعفر، برادر احمد وی را از این کار سرزنش کرد و به قصد بازگرفتن تاج و تخت پدر با قوه قهریه از آمل بیرون آمد. حسن که نام پادشاهی داعی الی الحق اختیار کرده بود، شروین باوندی و شهریار قارنوندی را به پرداخت خراج بیشتر مجبور کرد و به گرگان دست یافت. مردم طبرستان، خصوصاً از آن جهت که وی سربازان دیلمی را زیر نظارت مستقیم خود داشت دوستش می‌داشتند. در سال ۳۰۶ هجری ابوالحسین احمد داعی را فروگذاشت و در گرگان به برادرش جعفر پیوست. جعفر داعی را شکست داد و حکومت آمل را در دست گرفت. در نتیجه دو برادر گرگان را متصرف شدند. داعی که به محمد بن شهریار قارنوندی پناهنده شده بود هم به دست وی گرفتار گردید، و محمد وی را نزد علی بن وهسودان جستانی فرستاد که در این هنگام از سوی عباسیان ولایت ری داشت. علی داعی را به الموت فرستاد و در آنجا برادرش خسرو فیروز وی را در بند داشت. اما چون محمد بن مسافر سلاری علی را به قتل رساند خسرو فیروز داعی را از بند رها کرد. داعی هفت ماه پس از فرار با سپاهی که در گیلان بر خود فراز آورده بود به طبرستان بازگشت و احمد را نزدیک استرآباد بشکست. سپس با وی مصالحه کرد، اما جعفر به ری و از آنجا به گیلان گریخت. احمد غالباً از سوی داعی والی گرگان بود. در سال ۳۰۹ هجری لیلی بن نعمان سردار داعی (نام واقعی پدر وی شهدوست بود) که پس از تیرداذ شاه گیلها شده بود، دامغان، نیشابور و مرو را گشود، اما از سپاه سامانی شکست یافت و کشته شد. چون سپاه شکست خورده به گرگان بازگشت گروهی از روسای گیلی و دیلمی به کشتن داعی دسیسه کردند. داعی از توطئه خبر یافت و به شتاب به گرگان آمد و پنج تن از آنها را از جمله هروسندان بن تیرداذ را که گیلها پس از مرگ داعی به پادشاهی خود برداشته بودن خائنانه به قتل آورد. این واقعه موجب نارضایی سپاه گیلی و دیلمی گردید، و سرانجام به قتل داعی بر دست مرداویج بن زیار خواهرزاده هروسندان انجامید. حسن که به داعی صغیر شهره بود، در سال ۳۱۶ در نبردی با اسفار بن شیرویه کشته شد و پس از مرگ او، سلسله علویان طبرستان، منقرض شدند.

## افول و سقوط علویان طبرستان
پس از دو یا سه نسل علویان طبرستان و گیلان از شعارهای عدالت‌طلبانهٔ نخستین خود عدول کرده و به کنار رانده شدند. این اوضاع زمینه را برای قیام اشرافی که نسب خود را به ساسانیان می‌رساندند، فراهم نمود و در این منطقه نیاز به حکومتی بود که هر دو قشر شیعیان و زرتشتیان را اقناع کند. از سوی دیگر، در اواسط قرن سوم هجری خلافت عباسی با جنبش‌های استقلال‌طلبانه‌ای مواجه شد که ضعف سیاسی او را در پی داشت. این جنبش‌ها در میان ایرانیان، که از پیش منتظر فرصتی برای شورش بودند، با ظهور دولت‌هایی مانند سامانیان و صفاریان این روند آغاز شد و از اوایل قرن چهارم هجری در شمال ایران جنبش‌های گوناگونی علیه خلیفه آغاز شد که اسفار بن شیرویه، ماکان کاکی، سلاریان، زیاریان و آل بویه از این دسته‌اند. عظیمی معتقد است در سال ۳۲۰ هجری، حکومت علویان طبرستان برای همیشه سقوط کرد و پس از هفتاد سال حکومت ناپیوستهٔ زیدیه بر طبرستان، حاکمیت زیدیه سرانجام به دست سامانیان برافتاد.
██ ماکان کاکی (فیروزانیان)
██ سلاریان 
██ اسماعیلیان
██ مرداویج زیاری (پررنگ: ابتدای سال ۳۱۹ ه‍.ق - کم‌رنگ: پایان سال ۳۱۹ ه‍.ق)

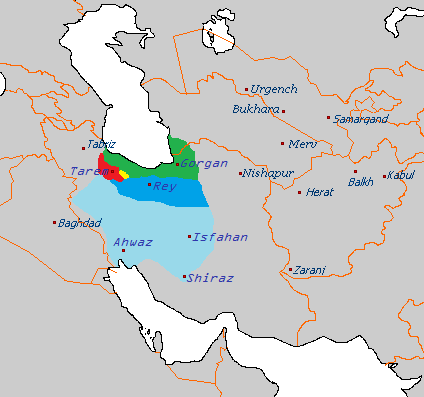
قلمرو حاکمان دیلمی پس از نابودی حکومت علویان طبرستان:

عده‌ای از سپاهیان بلند مرتبهٔ علویان طبرستان پس از افول این حکومت علم استقلال برافراشتند. از جمله این سپاهیان پیشین مرداویج زیاری بود که قصد احیای امپراتوری ساسانیان را داشت. او نواحی بسیاری را در سال ۳۱۹ هجری فتح کرد و سلسلهٔ زیاریان را تأسیس نمود. مرداویج در اوج قدرت خود به قتل رسید. پس از مرگ مرداویج، آل بویه که پیشتر در خدمت او بودند، قدرت یافته و جانشین مرداویج، وشمگیر، را شکست دادند و پس از آن حکومت زیاریان به طبرستان محدود شد ولی آل بویه به چنان قدرتی دست یافت که خلیفه مطیع آنان گشت.

## حکومت علویان در گیلان و دیلمان

### ابوالفضل الثائر
با شکست داعی صغیر از زیاریان، علویان چیرگی خود بر طبرستان را از دست دادند و حکومت علویان طبرستان فروپاشید. اما حکومت علوی در مناطق شدیداً زیدی دیلمان و شرق گیلان که اطروش در آن برای گرواندن گیلیان فعالیت کرده بود، ادامه یافت. بنیانگذار این حکومت که به نام ثائریان نیز مشهور است، ابوالفضل (ابوطالب) جعفربن محمد، الثائر فی اللّه، نوه برادر ناصر اطروش، بود که این حکومت را در هوسم تأسیس کرد. حکومت او سه دهه ادامه یافت و او در همپیمانی با قدرت‌های علاقمند به این منطقه، سه بار بین سالهای ۳۳۷/۹۴۸ و ۳۴۱/۹۵۳ توانست آمل را فتح کند ولی نتوانست آن را حفظ کند. الثائر سرداری خوب و مدیری موفق بود و جانشینان او حدود یک قرن بر هوسم حکومت کردند. او در سال ۳۵۰ق / ۹۶۱ م درگذشت و پسرش ابوالحسین مهدی القائم بالحق که او برای جانشینی خود تعیینش کرده بود، مدت کوتاهی پس از او در اثر آبله مرغان جان باخت. برادرش ابوالقاسم حسین الثائر جانشین او شد، که کوتاه مدتی بود توسط لنگر، پسر وشمگیر زیاری دستگیر و نیمه کور شد. لنگر پیشتر با ناکامی سعی کرده بود شرق گیلان، موطن زیاریان، را از ابوالفضل بگیرد. به روی هوسم کوتاهی بعد توسط ابومحمد حسن ناصر، از پسران ابوجعفر محمد بن احمد، که با لنگر جنگیده و او را در نبرد کشته بود تسخیر شد. او احتمالاً از حمایت رکن الدوله بویی که مخالف زیاریان بود برخوردار بود. ابو محمد حسن امیرکا، پسر سوم ابوالفضل الثائر، کوتاهی بعد ابومحمد را از هوسم اخراج کرد و او در ری نزد رکن الدوله پناه گرفت.

### مهدی لدین الله
امیرکا با مناذر شاه جستانی دیلمان که در الموت اقامت داشت دچار مناقشه شد و مناذر به عبدالله محمد المهدی لدین الله، از پسران حسن بن قاسم داعی نامه نوشت و به او اصرار کرد بین گیلیان و دیلمیان دعوی امامت زیدی کند و به او وعده حمایت داد. او با پذیرفتن دعوت مناذر، بغداد را که در آن تحصیل کرده بود، مخفیانه ترک کرد. در ستیز با امیرکا، ابومحمد حسن ناصری که رکن الدوله برای نبرد با ثائریان به او پول داده بود هم به مهدی پیوست. آنها هوسم را از امیرکا گرفتند، از آنجا که ابو عبدالله المهدی دایی ابو محمد و تحصیلکرده تر از او بود، ابومحمد حکومت را به واگذار کرد. مهدی اولین علوی پس از ناصر در منطقه خزر بود که به عنوان امام به‌طور همگانی مورد پذیرش زیدیان قرار گرفت. او تلاش‌های آموزشی خود را معطوف فائق آمدن بر دشمنی بین ناصریه و قاسمیه کرد و گفت آموزه‌های هر دو مکتب به‌طور برابر معتبرند. با این که این دیدگاه بعدها عموماً مورد پذیرش این دو جماعت قرار گرفت، آنان را از به رسمیت شناختن حاکمان علوی اغلب متفاوت در میان خود بازنداشت. امیرکا همچنان مهدی را از قلعه ای در نزدیکی هوسم آزار می‌داد، ولی نهایتاً دستگیر شد و مورد عفو قرار گرفت. وقتی مهدی سعی کرد رویان را فتح کند، امیرکا را در هوسم به عنوان قائم مقام خود گذاشت. امیرکا در غیاب او شورش کرد و او را مجبور کرد با سراسیمگی بازگردد. مهدی به زودی هوسم را باز تصرف کرد، امیرکا گریخت و حملاتش را ادامه داد. امیرکا در سال ۳۵۸/۹۶۹ مهدی را گرفت ولی پس از چند ماه با فشار مناذر و سایر دیلمیان او را آزاد کرد. مهدی تا زمان وفات در سال ۳۶۰/۹۷۰ که احتمالاً در اثر مسموم شدن بوده به حکومت ادامه داد.مهدی نه تنها یک رهبر سیاسی و نظامی موفق بلکه متالهی بزرگ بود. امیرکا به هوسم بازگشت، ولی ابومحمد ناصری که دو بار در اعتراض به این که مهدی آمریکا را ترجیح می‌داد در اعتراض او را ترک کرده بود، با حمایت رکن الدوله در حکومت او مناقشه کرد. او امیرکا را دستگیر کرد و کشت، و سیادت رکن الدوله را به رسمیت شناخت. بیستون زیاری در عوض حسین الثائر نیمه کور را گسیل کرد و به او پول داد تا شهر را فتح کند. پس از شکست و کشته شدن حسین به دست ابو محمد، پسرش ابوالحسن علی سعی در انتقام گرفت. در ۳۶۴/۹۷۴–۷۵ او ناصریان را از هوسم اخراج کرد و با به رسمیت شناختن سروری زیاریان حکومت کرد. او تا ۳۶۹/۹۸۰ که ابو محمد با ناکامی برای کسب حمایت حاکمان گوناگون تلاش می‌کرد در قدرت بود.

### برادران هارونی
پس از این زمان، تاریخ حکومت علوی در دیلمان و گیلان به خاطر کمبود منابع گنگ است. دو امام بعدی زیدی منطقه خزر، ابوالحسین احمد بن حسین الموید بالله از خانواده بطحانی و برادر بزرگش ابو طالب یحیی الناطق بالحق بودند. این دو که متولد آمل بودند، در بغداد تحصیل کرده بودند و بعدها به حلقه صاحب بن عباد وزیر بویی و عبدالجبار قاضی ارشد او در ری تعلق داشتند. آنان به عنوان عالمان ممتاز فقه و شریعت که آموزه قاسمیه را داشتند و به شرح آن می‌پرداختند شهرت پیدا کردند. آثار متعددی از آنها باقی مانده‌است. مؤید در ۳۸۰/۹۹۰ در شرق گیلان قیام کرد و دعوی امامت زیدی کرد. در ابتدا سعی داشت اقامت خود را در هوسم که محل نزاع بازماندگان ثائر و ناصر بود، تثبیت کند. با این که او دو بار شهر را به دست گرفت و چند سال آن را در دست داشت، حمایت گیلیان ناصری از او مشتاقانه نبود و او هر دو بار اخراج شد و به ری بازگشت. در بار سوم، او در بازگشت به ساحل خزر لنگا را که منطقه دیلمیان قاسمی بین هوسم و چالوس بود به عنوان اقامتگاه خود برگزید. دیگر علویان قاسمی در این منطقه پیش از او فعال بودند، که از جمله آنها نوه یحیی الهادی الی الحق بود که آموزه‌های شرعی نیای خود را در بین زیدیان ساحل خزر انتقال داد. در زمانی که مؤید خود را در لنگا تثبیت می‌کرد، کیا ابوالفضل ثائری، از متحدان او، هوسم را گرفت و سروری او به عنوان امام را به رسمیت شناخت. در حدود ۴۰۰/۱۰۰۹–۱۰ مؤید با پشتیبانی کیا ابوالفضل و استندار رویان، سعی کرد آمل را از یک ناصری که بر این شهر برای قابوس زیاری حکومت می‌کرد به چنگ آورد. او شکست خود و استندار به زیاریان پیوست و سروری آنان را به رسمیت شناخت. بعدها مؤید با منوچهر پسر و جانشین قابوس پیمان صلحی بست که به موجب آن سالانه ۲۰۰۰ دینار دریافت می‌کرد. او در ۴۱۱ قمری درگذشت. لنگا مدتی تختگاه امرای علوی مدعی امامت در بین قاسمیه ماند، گرچه تواریخ حکومت آنها چندان معلوم نیست. ابوطالب ناطقمدتی پس از مرگ برادرش موید در آنجا فعال بود. احمد بن ابی هاشم مانکدیم حسینی که به خاطر تفسیرش بر شرح اصول خمسه قاضی عبدالجبار در ۴۱۷/۱۰۲۶ قیام کرد و نام حکومتی المستظهر بالله را اختیار کرد ولی مدت طولانی زنده نماند. احتمالاً کوتاهی پس از مرگ ناطق، علی بن جعفر حقینی المهدی لدین الله که حسنی بود، به عنوان امام به رسمیت شناخته شد. او نیز شاگرد قاضی عبدالجبار در ری بود و به عنوان متاله و فقیه قاسمیه شهرت پیدا کرده بود. حکومت او ممکن است بیش از یک دهه ادامه یافت و در لنگا دفن شد.

## مذهب و سیاست مذهبی
در قرن چهارم هجری، که سیصد سال از سقوط ساسانیان و فتح ایران توسط مسلمانان می‌گذشت، اکثر مناطق ایران زمین به دین اسلام درآمده‌بودند؛ ولی در طبرستان و گیلان وضع متفاوت بود. مردم این نواحی هنوز به دیانت زرتشتی وفادار بودند. چون تا آن زمان حاکمان مسلمان نتوانسته بودند بر این مناطق چیره شوند، نوعی آزادی دینی و سیاسی در منطقه حاکم بود. بخشی از مردم تحت تأثیر علویان زیدی، که از دست خلفا به منطقه می‌گریختند، به مذهب تشیع گرویدند و تا قرون چهارم و پنجم هجری هنوز نیمی از مردم زرتشتی بودند و نیمی دیگر شیعه شده بودند. حضور داعی کبیر در طبرستان سبب شد تا بسیاری از مردمان غیرمسلمان منطقه نیز به کیش اسلام درآیند.‌اسلامی نیز گزارش می‌کند که مردم غالباً زرتشتی شرق طبرستان، ابتدا با انگیزه‌های صرفاً سیاسی علویان را پذیرفتند ولی تدریجاً جذب مذهب تشیع شدند. به گزارش جعفریان، داعی کبیر با تألیف کتاب‌هایی که عموماً مورد توجه زیدیان قرار می‌گرفت، بنیاد علمی فقهی و اعتقادی شیعی را در طبرستان ترویج و تقویت می‌کرد. داعی کبیر در طول دوران حکومتش، نکاتی را به عاملان خود در خصوص سیاست‌های مذهبی‌اش متذکر بود:
- عمل به کتاب خدا و سنت پیامبر اسلام و آنچه از طریق صحیح از علی بن ابی‌طالب رسیده باشد.
- برتری علی بن ابی‌طالب بر تمام امت مسلمان
- نهی مردم از قول به جبر و تشبیه
- نهی از مخالفت با موحدینی که به عدل و توحید باور دارند.
- نهی نقل روایت در خصوص برتری اعداء الله و دشمنان علی
- الزام به بلند خواندن بسم الله الرحمن الرحیم در نمازها و عدم ترک قنوت
- لزوم خواندن ۵ تکبیر در نماز میت و افزودن عبارت «حی علی خیرالعمل» به اذان.

این بیانیه با اعتقادات زیدیان امروزی تفاوت داشته و به اعتقادات شیعیان دوازده امامی قرابت بیشتری دارد؛ با این حال عقیده داعی کبیر معمولاً تشیع زیدی عنوان شده‌است و منابعی چون ریاض‌العلماء، او را از سادات و علمای شیعه امامیه به‌حساب آورده‌اند. به عقیده جعفریان، نسبت امامیه بودن داعی کبیر، نسبتی درست نیست و احتمالاً او یکی از پیروان مذهب زیدیه بوده‌است که بر فقه حنفی فتوا می‌داده‌است؛ همچنین برخی از آثار او، در زیدی بودن او مورد استناد قرار گرفته‌است. وجود قیام‌های متعدد شیعی در آن دوران، نشان‌دهنده اوج فکر شیعی در سطحی گسترده‌است؛ البته جعفریان بر این باور است که این تشیع، نه یک تشیع اعتقادی، بلکه تشیعی سیاسی بود. داعی در سیاست دینی، قوانین و مناسک شیعه و الهیات معتزله را به‌طور رسمی اجرا، و از آن حمایت می‌کرد. وی جنبش خود را بر سه اصل اقامه کتاب الله، احیای سیره نبوی و امر به معروف و نهی از منکر، بنا نمود. وی پس از رسیدن به حکومت، مذهب زیدیه را دین رسمی کشور اعلام نمود. داعی و برادرش، محمد بن زید، هیچ‌کدام در سال‌های پس از خود به عنوان امام زیدی شناخته نشدند، به‌ویژه پیروان نوادهٔ ابراهیم بن قاسم، یعنی «یحیی الهادی الی الحق» بنیادگذار زیدیه در یمن، آن‌ها را متهم به «ظلم و ستم» کرده‌اند. الهادی اندکی پیش از ظهورش در یمن، در زمان حکومت محمد بن زید به آمل سفر کرده‌بود. زیدیان متعلق به مدرسهٔ قاسم بن ابراهیم در طبرستان نوادهٔ او را به عنوان مرجع خود در امور مذهبی می‌دانستند، حتی افرادی که از حکومت داعی کبیر و برادرش حمایت می‌کردند. تعدادی از طبری‌های زیدی، پس از روی کارآمدن الهادی در یمن به او پیوستند و حامی وی شدند.

### خشونت
داعی کبیر، برخورد بسیار سخت‌گیرانه با مخالفان خود داشت. داعی در دوران حکومت بر طبرستان به‌شدت بر ناصبان (دشمنان علی بن ابیطالب و شیعیان) سختگیری می‌کرد. همچنین گزارش‌هایی از سخت‌گیری او بر شیعیان امامی در منابع منعکس شده‌است که می‌تواند گواهی بر زیدی‌مسلک بودن او باشد. طبق آنچه از پاره‌ای از گزارش‌ها برداشت می‌شود، اهالی جرجان و طبرستان در اواسط قرن سوم تا قرن چهارم ه‍. ق، به مذهب امامیه گرایش داشتند. چنانچه در سنت رسمی زیدیه، وی را به عنوان امام نمی‌شناسند، که دلیلش احتمالاً همین رفتارهای خشونت‌آمیز او بوده‌است. گروهی از زیدیان طبرستان به «ابوجعفر زُباره»، نیای خاندان بنوزباره نیشابور ساکن در مدینه، نامه‌ای نوشته و با شکایت از رفتارهای داعی، از او خواستند تا برای امامت زیدی‌ها به طبرستان رود. ابوجعفر زباره خواسته آنها را پذیرفت و به‌سوی طبرستان آمد؛ اما در طبرستان با پیمان‌شکنی روبرو شد و در نبردهایی که میان وی با داعی درگرفت، شکست خورد. ابونصر بخاری در گزارشی می‌گوید «داعی به روزگار حکومتش گروهی از دانشمندان بزرگ و سادات برجسته و مهتران علوی را کشت.» همچنین در کتاب تاریخ قم از قتل «محمد بن علی خزری» توسط داعی و به وسیلهٔ زهر، سخن گفته شده. حسن عسکری، امام شیعیان امامیه، نیز از کشتار داعی به علت خبرچینی زیدیان، شکوه کرده‌است. ابن اسفندیار نیز گفته‌است داعی هر کسی که علاقه‌ای به مسوّده داشت را به قتل می‌رساند. حتی سمعانی گزارشی دارد که یکی از اهالی استرآباد در زمان داعی حسن بن زید تمام اموالش را فروخت تا از ظلم او خلاص شده و به نیشابور کوچ کند. به گفته رابینو، داعی کبیر، پیش از آن که بمیرد، به دروغ خبر مرگ خود را در شهر آمل منتشر کرد و تشییع جنازه‌ای برای خودش ترتیب داد و افرادی که از مرگ او شادمان شده‌بودند و علیه حکومتش اقدام کردند را در مسجد جامع شهر محاصره کرده و به قتل رساند و اجسادشان را در گودالی در شرق مسجد انداخت که سال‌ها به «مزار شهدا» معروف بوده‌است. یکی از دلایل خشونت داعی کبیر و برادرش علیه دیگر علویان، احتمالاً ترس این دو از رقابت دیگر سادات برای رسیدن به حکومت و گرفتن جایگاهشان بوده‌است. از آنجا که در مذهب زیدیه هر یک از سادات می‌توانند با قیام علیه ظلم به مقام «امامت» دست یابند و وجود چند امام در یک زمانه نیز ممکن بوده‌است، داعی و برادرش حتی نسبت به تمایلات احتمالی دیگر سادات عکس‌العمل نشان می‌دادند.

## روابط با سایر دولت‌ها
روابط آل باوند با علویان به‌طور کلی حالتی خصمانه داشت.

## میراث

### میراث فرهنگی
گرچه حکومت علویان در نواحی جنوبی دریای طبرستان عمر چندانی نداشت، ولی تا تأثیرات فرهنگی آن تا قرن‌ها قابل مشاهده بود. ایجاد جوامع زیدی در شهرهای دیلمان تا خراسان و پس از آن انتقال فرهنگ زیدی در چند مرحله به یمن و نتیجتاً رشد و شکوفایی فرهنگی یمنی‌ها در اثر همین حکومت کوتاه مدت بوده‌است. علویان، پویش‌هایی فرهنگی و مدارسی برای سوادآموزی عمومی تأسیس کردند. ناصر کبیر در زمان استقرار در هوسم، چنین مدارسی را در شرق گیلان ایجاد کرد که بعدتر به سمت غرب گسترش یافتند. برای این کار، می‌توان سه دلیل به‌شمار آورد:
1. در میان سال‌های ۲۸۷ تا ۳۰۱ هجری، یعنی به مدت ۱۴ سال، مهم‌ترین برنامهٔ ناصر کبیر در هوسم و دیلم تبلیغ اسلام بود. بدین‌ترتیب او می‌توانست برای برای بازپس‌گیری قدرت از دست رفتهٔ زیدیان در طبرستان، نیرو بسیج کند؛ و آموختن خط و سواد به زبان عربی، که راهش تأسیس مکتب و مدرسه بود، یکی از ابزارهای این تبلیغ محسوب می‌شد. از طرفی دیگر این که حکومت‌های جدید انقلابی زیدی به نظم و نسق در قلمرو قدرت خود نیاز داشتند.
2. آگاهی و قرائت قرآن و ترویج آن بین پیروان اسلام.
3. جهت مکاتبه نامه‌نگاری‌های دولتی و ارسال دستورالعمل‌های حکومتی.

پس فوت ناصرکبیر در سال ۳۰۴ ه‍. ق، (یعنی ۳ سال پس از بازپس‌گیری طبرستان از سامانیان) میراث فرهنگی او توسط جانشینانش در بخش جلگه‌ای در طبرستان ادامه یافت؛ حتی پس از سقوط دولت علویان طبرستان. در زمان حکومت داعی کبیر، فضای جامعهٔ طبرستان در کوهستان و جلگه متفاوت بود. در شهرهای دشت زبان عربی غالب شده بود و بحث پیرامون قرآن و گرایش‌های مذهبی و دسته‌بندی‌های دینی بسیار بود؛ و از همین بستر، افرادی مانند محمد بن جریر طبری رشد یافتند که هیچ عنایتی به طبرستان ندارند. حتی سه قرن بعد، هنگامی که ابن اسفندیار تاریخ سرزمین طبرستان را به نگارش درآورد، زبان عربی در آن می‌چلبد. اما در کوهستان‌های طبرستان فضای متفاوتی وجود داشته؛ در آنجاست که زبان طبری به بقای خود ادامه می‌دهد و مرزبان بن رستم، شاهزادهٔ باوندی، کتاب‌هایی به این زبان نوشته‌است. گرچه بیانیهٔ رسمیت تشیع در زمان داعی کبیر در دشت‌های طبرستان ابلاغ گشت و جلگه‌نشینان طبرستان به این مذهب درآمدند ولی در کوه‌ها حتی تا دو قرن بعد، هنوز نشانه‌هایی از ادیان باستانی مردم وجود دارد.

### میراث ادبی

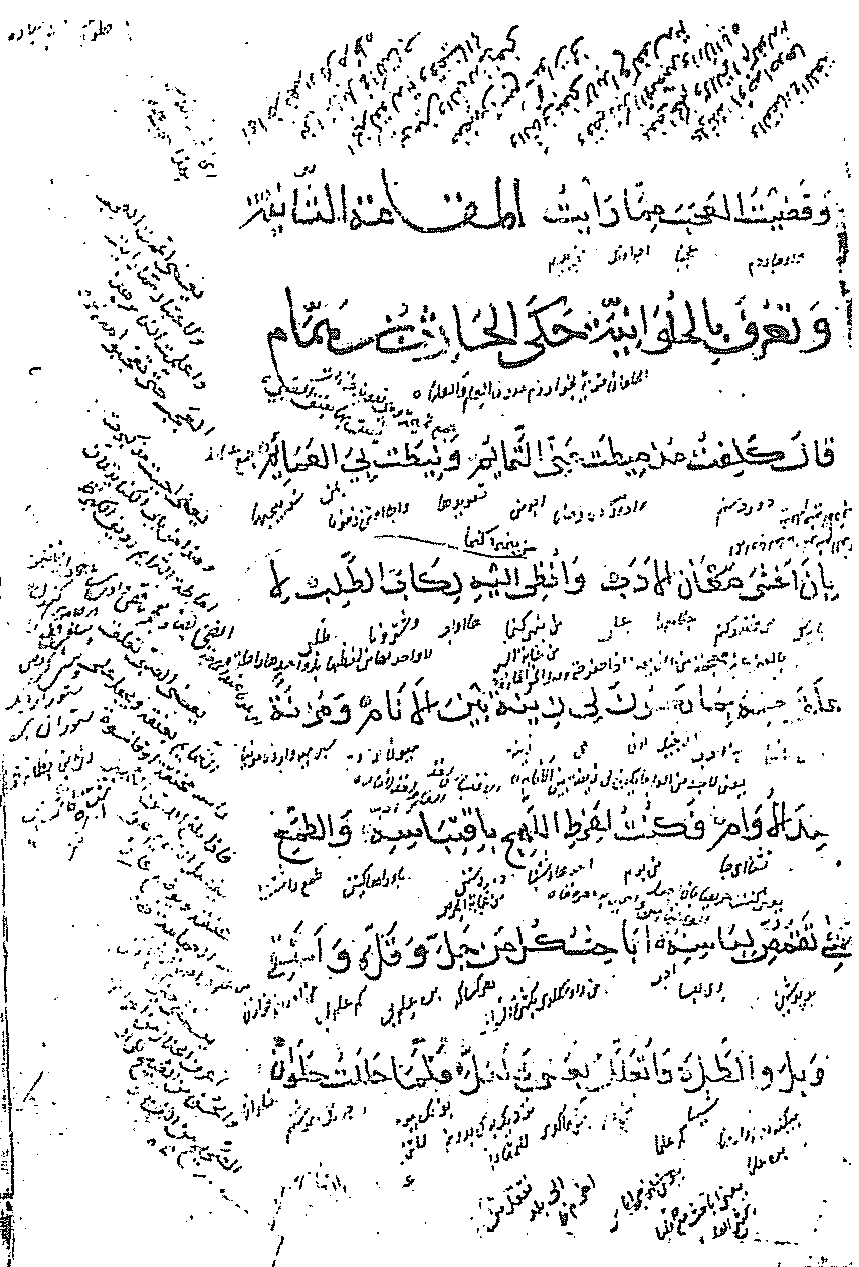
ترجمه‌ای از مقامات حریری به زبان طبری توسط پیروان زیدیه در دیلم.

از آنجا که سادات علوی طبرستان در ادبیات عربی دستی داشته‌اند، بارگاه آنان محل «نشو و نما و ملجاء و ملاذ» پژوهشگران دینی و سایر ادیبان زمانه بوده‌است. به عنوان مثال، قصیدهٔ «ابی مقاتل ضریر»، شاعر نابینای رازی، در وصف حسن بن زید، هنوز هم شهرت بسیاری دارد. همچنین کتاب اخبار الخلفاء صولی حسن بن زید را شاعر و آگاه به نقد شعر معرفی می‌کند و شعرهایی را به او نسبت می‌دهد؛ از جمله ابیاتی که بصورت فی‌البداهه به همراه خانوادهٔ سلیمان بن عبدالله برای او فرستاد.
پیروان مذهب زیدیه، در دوره‌ای در شمال ایران کنونی و دارای اکثریت نسبی بودند. در طبرستان و دیلم چند قرن حکومت در دست دولت‌هایی زیدی بود و آنها دارای کتابت و صاحب قلم نیز بودند. از آنجا که اکثر آنان تباری عرب داشتند، به زبان عربی آثاری نگاشتند؛ که سرآمد این افراد ناصر کبیر بوده‌است. با این حال از قرون هشتم و نهم هجری به بعد، در آثار ایشان، زیان عربی با با زبان مناطق طبرستان و دیلم با عربی آمیخته‌است. یکی از این آثار، تفسیر کتاب‌الله است که در قرون هشتم، نهم یا دهم هجری نوشته شده‌است. نوشته‌های به جا مانده از این قرون، اغلب دو زبانه و مخلوطی از عربی، فارسی و زبان‌های منطقه‌ای هستند. نویسندگان از کلمات و عباراتِ زبان منطقه‌ای برای توضیح کلمات دشوار فارسی و عربی استفاده می‌کرده‌اند. بنا بر مطالبی که در تفسیر کتاب‌الله آمده‌است، مشخص است که نویسندهٔ کتاب مذکور، یعنی ابوالفضل دیلمی، یک شیعه زیدی بوده‌است؛ چنان‌که علاقه ویژه‌ای به زید بن علی نشان داده‌است و آرا و روایاتش را بیان می‌کند، وی تنها یکی از فرزندان علی بن ابی‌طالب را جانشین او می‌داند، پس از نام ائمه زیدی «ع» (کوتاه‌شدهٔ علیه‌السلام) می‌گذارد و در مسائلی چون «خالی نبودن زمانه از حجت» و رجعت نظرات شیعیان امامی را مردود می‌داند و همچنین توجه خاصی به ناصر کبیر دارد. از آخرین مورد می‌توان حدس زد که وی از زیدیان ناصری بوده‌است. ترجمه‌هایی که از زبان عربی به زبان طبری انجام شده‌اند، مانند قرآن و مقامات الحریری، از میراث مکتوب مهم مازندرانی به‌شمار می‌روند جدول زیر، ترجمهٔ آیهٔ چهارم سوره قارعه در تفسیر کتاب‌الله است:
| آیه      | متن قرآن                       | نشانی     | ترجمه طبری                       | آوانویسی (احتمالی)                 | ترجمه فارسی                              |
| -------- | ------------------------------ | --------- | -------------------------------- | ---------------------------------- | ---------------------------------------- |
| قارعه، ۴ | یَوْمَ یَکُونُ النَّاسُ کَالْفَرَاشِ الْمَبْثُوثِ | ج ۲ ۳۷۶ پ | اون روج که بون چون قلاکش سا دپات | un ruj ke bun čon q∂lākeš sā depāt | آن روز که مردم چون پروانه پراکنده باشند. |

### میراث اجتماعی

#### جامعه دیالمه
در حدود سه قرن اول هجری، اشراف نظامی دیلمی با اعمال یک حکومت نظامی-امنیتی به وسیلهٔ بهانه قراردادن دادن مبارزه با اعراب، توانستند در این مدت طولانی اهالی محدودهٔ بزرگی از رود چالوس تا سفیدرود را تحت سلطهٔ خود داشته و مانع از پیشرفت مردم در زمینهٔ کشاورزی شوند. نظامیان و فرمانروایان دیلمی هرگونه تحرک اقتصادی، اجتماعی و فرهنگیِ مستقل از قدرت را به بهانهٔ هم‌سویی با دشمن (خلافت عباسی) سرکوب می‌کردند و بنابراین در این مدت، ناحیه دیلم از لحاظ یکجانشینی و تمدن دچار عقب‌ماندگی شده‌بود. اما با پیدایش جنبش علویان زیدی و ورود علویان، این شرایط برهم ریخت؛ و به‌تعبیر ناصر عظیمی، «دیوارهای این قلعهٔ بزرگ تحت حاکمیت دیالمه، به‌ناچار فروریخت». کسروی نیز می‌نویسد: «معلوم است که اسلام آوردن پذیرفتن دیلمان و درآمیختن ایشان با مسلمانان، کانون سیصدسالهٔ آن طایفه را برهم زد».
اسلام آوردن دیالمه

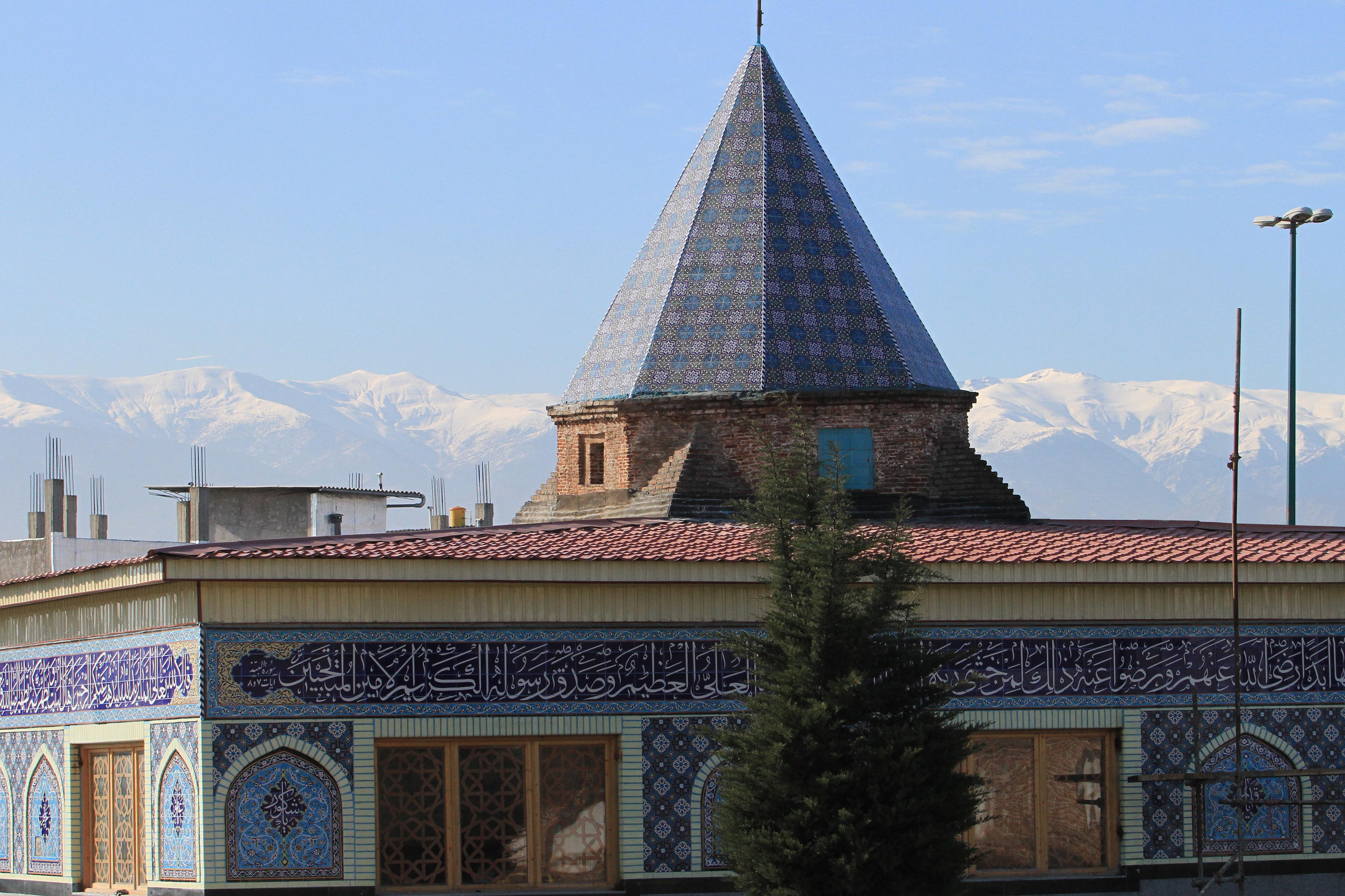
مقبره ناصر کبیر در آمل؛ ناصر کبیر، کتب بسیاری نگاشت و دارای تفسیری به نام خود بوده. او موجب مسلمان شدن بسیاری از اهالی دیلم شد و صاحب مکتب فقهی ناصریه است. نویسندهٔ تفسیر کتاب‌الله از وی به صورت «ناصر للحق ع» نام می‌برد.

تا پیش از تعامل و همکاری علویان با دیالمه، دیالمه از بزرگ‌ترین و ترسناکترین دشمنان اسلام به‌شمار می‌آمدند. مهم‌ترین وظیفه والی منطقهٔ جبال، این بود که با مهاجمان دیلمی مبارزه کند. خلافت، در حالی از تعدادی مردم کوهستان‌نشین در شمال ایران شکست می‌خورد که امپراتوری مسلمانان در شرق تا ترکستان چین و در غرب از کوه‌های پیرنه رد شده‌بودند و در نزدیکی رود لوار حضور داشتند و به تعبیر کسروی: «سرتاسر اروپا از شنیدن نام آنها (اعراب) می‌ترسیدند». خلافت عباسی شهر قزوین را دژی در مقابل دیالمه قرار داده‌بود تا مانع هجوم آنها به سایر مناطق شود. در همین زمان، احادیثی از پیامبر اسلام روایت می‌شده که هرکس یک شبانه‌روز در قزوین به مجاهدت بپردازد، بهشت بر او واجب می‌شود. گرچه نمی‌توان صحت این احادیث را باور کرد، ولی از این احادیث می‌توان اینطور برداشت کرد که مجاهدین مسلمان از حضور در قزوین (ولو برای یک شبانه‌روز) وحشت داشتند. کسروی معتقد است فضای کوهستانی و جنگلی دیلم تأثیری در عدم موفقیت مسلمانان نداشته؛ زیرا مجاهدین مسلمان قبلاً هم از این دست مناطق زیاد دیده‌بودند و این شرایط جغرافیایی مانعشان نشده‌بود. وی بدین‌ترتیب نتیجه‌گیری می‌کند که عدم پیشروی مسلمانان در دیلم، فقط به‌دلیل جنگاوری و شجاعت دیالمه بوده. دیالمه که سیصد سال علیه مسلمانان جنگیده بودند، پس از مسلمان شدن به‌دست داعیان علوی، در کمتر از ۵۰ سال بر بخش اعظم جهان اسلام حاکم شدند؛ دیالمه که سال‌ها توسط مسلمین لعن و نفرین می‌شدند، پس از این بر سر منبرها (حتی در مکه و مدینه) خطبه به نامشان بود.

### میراث تاریخی
گزارش شده‌است که محمد اولین کسی بوده‌است که بر مقبره علی بن ابی‌طالب و حسین بن علی، بنایی را بنا کرد و در این خصوص بیست هزار دینار خرج کرد. به گزارش ابن اسفندیار، هر سال مبلغ سی هزار درهم سرخ به مقابر علی بن ابی‌طالب، حسن بن علی و حسین بن علی و دیگر سادات و اقربای خویش می‌فرستاد و متوکل پس از مشاهده آبادانی مقابر ائمه شیعه، قبور آنان را خراب کرد. منتصر که خود را «شیعه» می‌خواند، پس از به روی کار آمدن بعد از متوکل، سعی در نزدیکی با علویان داشت و اجازه به مرمت ابنیه شیعیان داد. داعی کبیر با استفاده از این فرصت، به تعمیر، بازسازی و تأسیس ابنیه بر مقابر مسلمانان روی آورد و حرم امام حسین که در عهد متوکل تخریب شده‌بود را اندکی بازسازی کرد. بنا بر نقلی، داعی کبیر نخستین فردی بود که بر مرقد علی بن ابی‌طالب در نجف، دیواری بنا کرد و به تعمیر آنجا پرداخت. این در حالی است که عده‌ای دیگر محمد بن زید را نخستین فردی می‌دانند که قبر علی را تعمیر نموده‌است.

## در فرهنگ
- در بین منابع وابسته به نظام جمهوری اسلامی ایران، به استان مازندران لقب «دیار علویان» داده شده‌است و روز ۱۴ آبان، که به ادعای برخی، سرآغاز بیعت مردم طبرستان با حسن بن زید است، «روز ملی مازندران» نام گرفته‌است.[یادداشت ۱۲]

ایسنا در این باره نوشته‌است:
این روز (۱۴ آبان سال ۲۴۳ شمسی مطابق با عید سعید فطر۲۵۰هجری قمری) سرآغاز بیعت مردم این استان با حسن بن زید علوی بنیان‌گذار نخستین حکومت شیعی علوی در جهان است و ارادت عمیق و خالصانه مردم مازندران به ائمه اطهار موجب شد تا مازندرانی‌ها طی ۱۲ قرن شیعه مانده و با افکار و باورهای شیعی زندگی کنند. براین اساس این روز به عنوان «مازندران، دیار علویان» نامگذاری شد.
همچنین تله تئاتری با عنوان «ناصرالحق» با نگاه به قیام علویان در مازندران و زندگی ناصر کبیر، در ۱۳ قسمت ۴۰ دقیقه‌ای در شبکه تبرستان تولید شد که در دههٔ صفر سال ۱۳۹۱ به نمایش درآمد.

## منبع‌شناسی
تاریخ‌های محلی مجموعه کتاب‌هایی هستند که دربارهٔ تاریخ منطقه یا شهر خاصی نوشته شده‌اند. این دسته از کتاب‌ها دارای ارزش بالایی هستند. از کتب مهم این جرگه می‌توان به تاریخ طبرستان، تاریخ رویان، تاریخ طبرستان و رویان و مازندران و تاریخ جرجان اشاره کرد. ابن اسفندیار، نویسندهٔ کتاب تاریخ طبرستان، از دبیران دربار باوندیان بود و به سختی به منابع خود دسترسی پیدا کرده‌بود، کتبی که هم‌اکنون از بین رفته‌اند و بنابرین کتاب وی ارزش ویژه‌ای دارد. در جلد اول تاریخ طبرستان از ابتدا تا اواسط تاریخ زیاریان پرداخته که نثری روان دارد. دو کتاب تاریخ رویان نوشتهٔ اولیاءالله آملی (بعد از سال ۸۰۵ هجری قمری) و تاریخ طبرستان و رویان و مازندران نوشتهٔ ظهیرالدین مرعشی (وفات ۸۹۲ هجری قمری) نیز اغلب مطالب ابن‌اسفندیار را تکرار کرده‌اند.
تاریخ عمومی دسته‌ای از منابع هستند که به شرح وقایع و حوادث سرزمین‌های اسلامی و خلافت عباسی می‌پردازند. در این میان تعدادی از تاریخ‌نگاران معاصر با علویان به موجب حضور ایشان در اوضاع سیاسی زمانه، به آن نیز پرداخته‌اند. مروج‌الذهب، تجارب‌الامم، زین‌الاخبار، الکامل، العبر، تاریخ یمینی و حبیب‌السیر نمونه‌هایی از تاریخ عمومی مذکور هستند. برخی از این کتب متناسب با جهت‌گیری امیری که مورخ برایش می‌نوشته، هستند و عدم بی‌طرفی‌شان مشهود است؛ به‌طور مثال برخی از مورخان خلافت عباسی چهره‌ای زشت از زیاریان را نمایش داده‌اند.
تاریخ‌نگاری زیدی گونه‌ای خاص از تاریخ‌نگاری اسلامی است که در آن به صورت خاص به یکی از ائمه زیدی می‌پردازند و مشابه «سیره‌نویسی» است. هدف از چنین شیوه‌ای توسط مورخان زیدی، مشروعیت بخشیدن به قیام‌های امامان زیدیه و نشان دادن شایستگی آن‌هاست. علی بن بلال آملی یکی از پیشگامان نگارش تاریخ زیدیه در کتاب المصابیح خود ضمن پرداختن به سرگذشت بسیاری از امامان مذهب زیدیه، بر عدم به رسمیت شناخته شدن داعی کبیر و داعی صغیر به عنوان امام تأکید کرده‌است. نام این دو علوی در سنت رسمی زیدیه یمن، به دلیل برخورد تند آن‌ها با الهادی الی الحق است. چنان‌که تاریخ‌نگاری زیدی از دوره امامت الهادی شیوع یافت.
در سال ۱۹۸۷ میلادی ویلفرد مادلونگ کتابی تحت عنوان اخبار ائمه زیدیه در طبرستان، دیلمان و گیلان را در بیروت چاپ کرد که برای نخستین بار در آن از منابع یمنی مرتبط با زیدی‌های شمال ایران استفاده شده‌بود. این کتاب از نظر فنی، ویراستاری علمی، دقت و صحت بسیار ممتاز بوده‌است. منابع مورد نظر این کتاب از منابع دست اول مرتبط با علویان طبرستان در قرون سوم تا هفتم هجری است که برخی مستقیماً و برخی بر اساس منابع دیگری نوشته شده‌اند. مادلونگ معتقد است که در نتیجهٔ ضعیف شدن زیدی‌های حاشیهٔ دریای مازندران، در دوران صفویه، منابع دست اول آنان در این ناحیه از بین رفته و تنها در یمن گردآوردی شده‌است.